# Брест
Брест (бел. Брэст, пол. Brześć, лит. Brasta, идиш בריסק‎; в разное время был известен как Берестье, Брест-Литовск и Брест-над-Бугом) — город на юго-западе Беларуси, административный центр Брестской области и Брестского района. Численность населения на 1 января 2025 года составляет 346 061 человек.
Расположен в юго-западной части области, при впадении реки Мухавец в Западный Буг, у государственной границы с Польшей. Крупный железнодорожный узел (Брест-Центральный), речной порт на Мухавце, важный узел автодорог.
Принадлежит к числу древнейших славянских поселений. Впервые упоминается в Новгородской первой (синодальной) летописи под 1017, в Лаврентьевской и Ипатьевской летописях под 1019. Упоминается под 1017 годом как город древлян. Упомянут в Повести временных лет под 1019 годом, хотя под 980 годом в ней упоминается ещё село Берестово: «на Берестове, в селци, еже зооуть ныне Берестовое». По году первого упоминания, Брест — пятый город на территории нынешней Беларуси, раньше упомянуты только Полоцк (862), Витебск (974), Туров (980) и Волковыск (1005). С 04.12.1939 центр Брестской области БССР (с 1991 Республики Беларусь).
Город был центром Берестейской земли и одним из важнейших городов Киевской Руси и Галицко-Волынского княжества. Брест также служил опорным пунктом на пути в Киев.
В 2019 году Брест отметил 1000-летие.

## Названия города
Древнее название Бреста — Берестий. Согласно наиболее известной версии, оно происходит от слова «береста» (наружный слой коры берёзы), а современная форма — Брест — была, вероятно, образована уже искусственно от слова «берест» (вид вяза, Ulmus).
В 1863 году путешественником Павлом Шпилевским была записана легенда о происхождении названия Бреста, связанная с путешествием в Великое княжество Литовское некоего богатого купца со своими товарищами. Неожиданно дорогу обозу преградило болото, вокруг которого росло много берёз. Путники срубили деревья и по берёзовому настилу смогли пройти топь. Вышли они к острову, который был образован большой рекой и маленькой речкой, впадающей в неё. За то, что всё прошло удачно, купец решил отблагодарить языческого бога Велеса и построил на острове капище. Через некоторое время, возвращаясь из Литвы, где была удачная торговля, купец и его товарищи опять остановились у Велесова капища, построили избы и основали город, который назвали Берестьем.
В летописях XII—XIII веков употребляется название Берестий, в исторических документах XVI века — Бе́рестей, Бе́ресть (последний вариант бытовал у жителей окрестностей города до недавнего времени). В XVII — начале XX века город назывался Брест-Литовский, а затем — Брест-Литовск (бел. Брэст-Літоўск, пол. Brześć Litewski), что указывало на его расположение в Великом княжестве Литовском, а также позволяло отличить его от польского города Бреста-Куявского. В период нахождения города в составе Польши (1921—1939) он именовался Брестом-над-Бугом (бел. Брэст-над-Бугам, пол. Brześć nad Bugiem) — для того чтобы отличать его от польского города пол. Brześć Kujawski, название которого на русский язык ныне передаётся как Бжесць-Куявский (ранее он именовался Брест-Куявский). С сентября 1939 года, после присоединения к БССР, город стал называться Брестом.
В западнополесских говорах название города употребляется в форме Бэрысть, Бэрэсть.
Современное польское название Бреста — пол. Brześć, литовское — лит. Brasta, на идише Брест именуется Бриск (идиш בריסק‎), на украинском — укр. Берестя.

## Геральдика
Герб Бреста утверждён решением Брестского городского Совета народных депутатов 26 декабря 1991 года и зарегистрирован в Гербовом матрикуле Республики Беларусь 1 июня 1994 года № 1.
Флаг Бреста учреждён Указом Президента Республики Беларусь от 2 декабря 2008 года № 659 и зарегистрирован в Государственном геральдическом регистре Республики Беларусь 23 января 2009 года № Б-154. Флаг города Бреста представляет собой прямоугольное полотнище с соотношением сторон 1:2, состоящее из трёх вертикальных полос: двух голубого цвета, расположенных по краям, и центральной полосы белого цвета, на которой изображен герб города Бреста. Синий цвет олицетворяет красоту и величие. Белый цвет символизирует чистоту помыслов.

## История

### Средневековье
Древнее происхождение города было подтверждено в результате археологических раскопок на мысе, образуемом рекой Западный Буг и левым рукавом реки Мухавец. Учёными было обнаружено городище древнего Бреста (теперь территория Волынского укрепления Брестской крепости). Оно состояло из Брестского детинца треугольной в плане формы, площадью около 1 га, укреплённого с напольной стороны рвом, земляным валом и частоколом, и окольного города (посада), который находился напротив детинца на острове. На детинце раскопаны улицы, вымощенные деревом, остатки более 200 жилых и хозяйственных построек — одноэтажных срубов из брёвен хвойной породы. В процессе раскопок найдены орудия труда, домашняя утварь, разнообразные украшения и изделия из металла, стекла, камня, дерева и кожи. Находки свидетельствуют о развитии ремёсел, торговых и культурных связей с городами Древней Руси и с соседними странами. Археологические исследования позволяют сделать вывод, что Брест возник на территории расселения дреговичей — восточнославянского племенного объединения, Берестейское городище существовало в XI—XIII веках, детинец основан на рубеже X—XI веков. Ныне на его территории создан археологический музей «Берестье».

#### XI век
В списке середины XVII века в составе Киево-Печерский патерик под редакцией Иосифа Тризны имеется комплекс Туровских уставов, в состав которого входит уставная грамота о поставлении Туровской епископии, согласно которой князь великий киевский Василий (Владимир Святославич) в лето 6513 (1005) года придал Туровской епископии вместе с другими городами и Берестеи.
В XI веке Берестье было торговым центром и крепостью на порубежье с польскими и литовскими владениями. Место, где размещалось древнее Берестье, находилось на пересечении двух древнейших торговых путей. Один из них шёл по Западному Бугу из Галицкой Руси и Волыни в Польшу, Прибалтику и Западную Европу, другой — по Мухавцу, Болоте, Пине, Припяти, Днепру и связывал Берестье с Киевом, Причерноморьем, Ближним Востоком. В связи с пограничным размещением город часто выступал объектом междоусобной борьбы и военных столкновений, переходил из рук в руки, не раз был разграблен и разрушен. В 1016 году он был покорён польским князем Болеславом Храбрым. Великий князь киевский Ярослав Мудрый предпринял походы на Берестье в 1017, 1022 и 1031 годах, и в 1044 году вернул его Киевскому княжеству.
В 1074 году Берестьем правит Владимир Всеволодович Мономах, посланный туда братьями восстанавливать сожжённый поляками город: «Той же зимой послали меня в Берестье братья на пожарище, что поляки пожгли, и там правил я городом утишенным».

#### XII век
В XII веке в Берестье, в очередной раз оказавшемся завоёванным поляками, королём Казимиром Справедливым был построен деревянный замок (перестраивался во второй половине XIII века), укрепление для торговых караванов. В Берестье брали мыт (пошлину) за провоз товаров.
Киевская летопись под 1142 годом сообщает, что князь Всеволод Ольгович отдал черниговским князьям Давидовичам Брест вместе с Дорогичином и Вщижем: «…Всеволодъ же радъ бъıвъ разлоучѣнью ихъ. и оуладивъсѧ. ѡ волость. и да Берестии. Дорогичинъ. и Въщижь…».
Со второй половины XII века Берестье входит в состав Владимиро-Волынского княжества (с 1199 года Галицко-Волынского княжества), в летописях упоминается под 1153 годом как владение князя Владимира Андреевича, в 1173 году — князя Владимира Мстиславича. В раннефеодальный период был одним из крупнейших городов Берестейской земли, которая, однако, несмотря на многие попытки местной знати, не выделялась в самостоятельное княжество — город развивался лишь как торговый и ремесленный центр.

#### XIII век

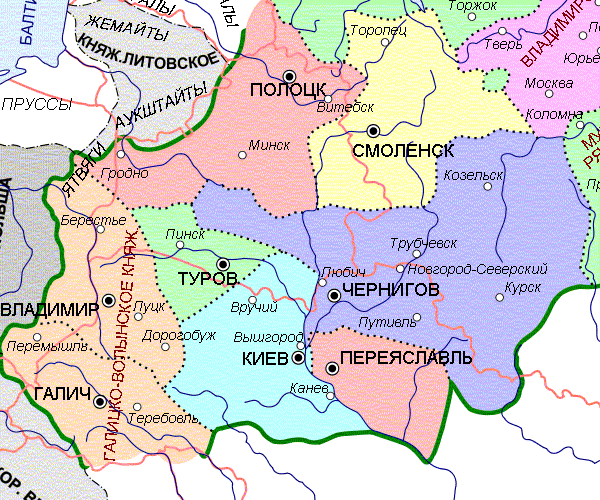
Берестье в составе Галицко-Волынского княжества в начале XIII века

В 1210 году город захватили Конрад Мазовецкий и Лешек Краковский, однако в 1213 году войско Даниила Галицкого возвращает его.
В 1240-е годы Берестейская земля, по-прежнему представлявшая собой предмет соперничества между галицко-волынскими и польскими князьями, была под угрозой покорения монголо-татарами. В январе 1241 года вблизи города произошла битва Берестяного полка с отрядом войск хана Батыя, в результате чего защитники города и многие жители были перебиты монголами, тела убитых лежали не упокоенными 4 месяца до момента, пока весной 1241 года не вернулись Романовичи. Летопись сообщает: «Данилови же со братом пришедшоу ко Берестью. И не возмогаста ити в поле, смрада ради и множьства избиенных». Во второй половине XIII века Берестьем владел волынский князь Владимир Василькович, при котором на территории замка в 1276—1288 годах была построена каменная башня-донжон, возведена каменная церковь святого Петра. Башня впоследствии помогала горожанам выдерживать жестокие осады.

#### XIV век
В 1319 году великий князь литовский Гедимин «без особого сопротивления» присоединил Берестейскую землю к Великому княжеству Литовскому, но уже в 1320 году владимир-волынский князь Андрей I возвращает обратно Берестье в состав своего княжества. Однако в 1321 году Гедимин на реке Ирпень разбивает русское войско, убивает последнего русского владимир-волынского князя из рода Романовичей Андрея I, берёт города Владимир, Луцк, идёт в Берестье на зимовку и окончательно присоединяет его к Великому княжеству Литовскому. В 1379 году Берестье сожгли тевтонские рыцари.

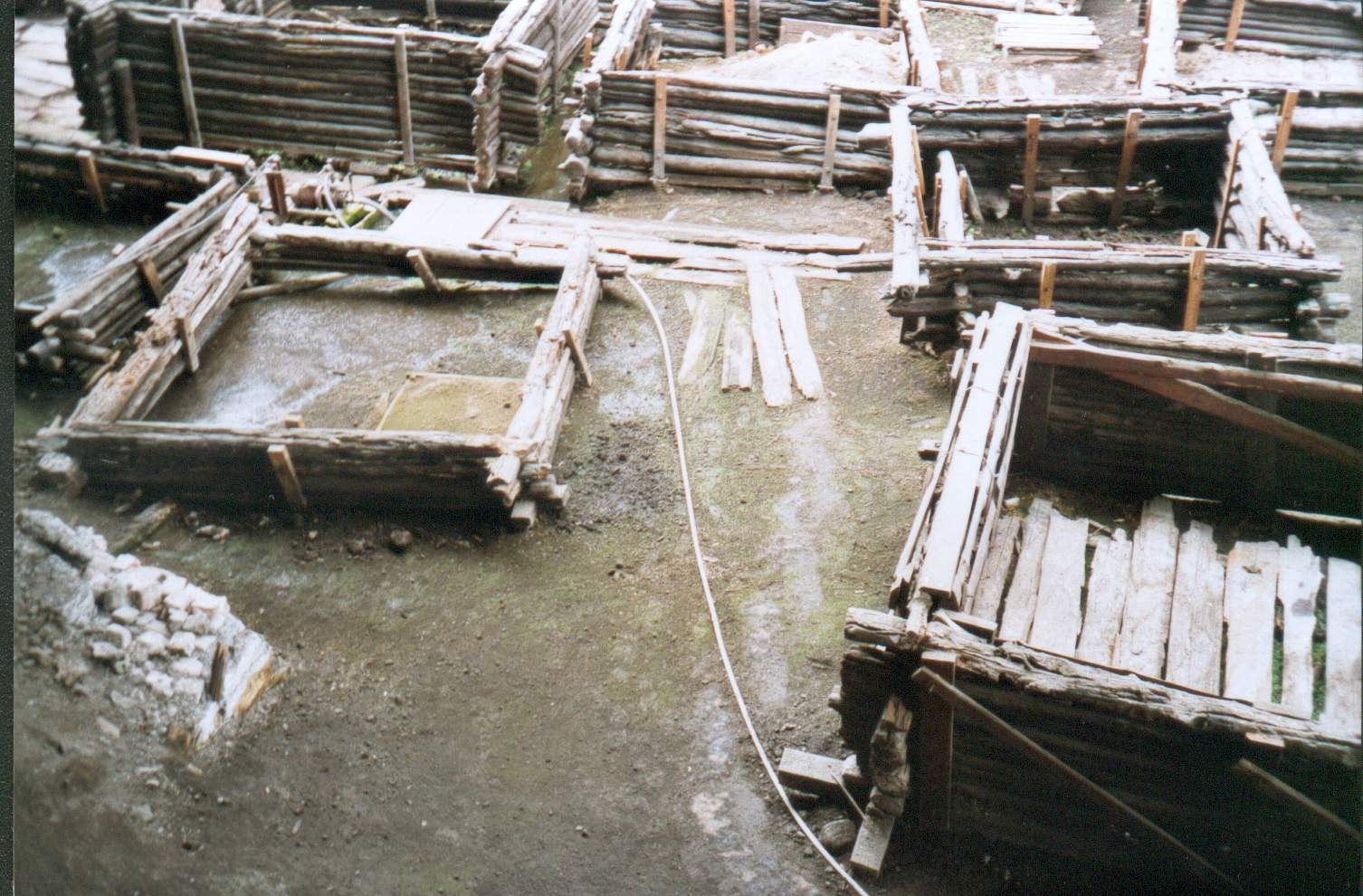
Раскопки зданий XIII века в историко-археологическом музее «Берестье»

В конце XIV века Берестье, упомянутое в разделе «литовские города» летописного «Списка русских городов дальних и ближних», было торговым и ремесленным центром Великого княжества Литовского, население составляло около 2 тысяч жителей. Местные купцы вывозили в Западную Европу меха, кожи, лес, пеньку, зерно, ввозили соль, сукно, шёлк, бумагу и многое другое. Через Берестье проезжали купцы из Вильна, Киева, Чернигова, Москвы. В 1380 году в городе построен гостиный двор, организовывались ярмарки, активно развивались ремёсла: гончарное, кузнечное, кожевенное, ювелирное, сапожное, швейное, столярное. В 1390 году город получает магдебургского право. Из городов нынешней Беларуси он получил его первым. Управление городом стало осуществляться радой, состоявшей из лавников, радцев, двух бурмистров (католика и православного), поочерёдно председательствовавших в ней. Главой городской рады, а также суда являлся войт, назначаемый Великим князем Литовским. Власть города распространялась на прилегающую к нему территорию. В 1390 году согласно грамоте на Магдебургское право городу пожаловано около 1 500 га пахотной земли, в 1408 году — деревня Козловичи.

#### XV век
Дальнейшее экономическое развитие Берестья было задержано Великой войной 1409—1411 годов Королевства Польского и Великого княжества Литовского против Тевтонского ордена. На тайной встрече в городе в декабре 1409 года польский король Ягайло и великий князь литовский Витовт разработали план генеральной битвы с крестоносцами. В Грюнвальдской битве 15 июля 1410 года Тевтонский орден был разгромлен; в составе объединённых армий сражалась Берестейская хоругвь. Привилеем 1441 года Берестье официально отнесено к главным городам Великого княжества Литовского. В 1463 году Берестье сожгло войско крымских татар, возглавляемое Менгли Гиреем. В 1413—1510 годах город входил в состав Трокского воеводства.

### Новое время

Герб города от 1554 г. Был дарован городу великим князем литовским Сигизмундом II Августом. Герб использовался и с 1938 г.

К концу XV века в Берестье насчитывалось уже более 5 тысяч жителей, 928 застроенных участков. Город не раз освобождался от уплаты налогов. В 1500 году город был разграблен войсками крымского хана Менгли I Герая. С 1520 года Берестье являлся центром повета (уезда) Подляшского воеводства. В 1566 году город становится центром Берестейского воеводства. В 1554 году согласно привилею Сигизмунда II Августа Берестью позволено употреблять гербовую печать с изображением шатровой башни при слиянии двух рек. По данным 1566 года, город состоял из 3 основных частей: замка, возведённого на бывшем детинце древнего Берестья, «места» — основной городской территории, расположенной на острове, образованном Западным Бугом и рукавами Мухавца и соединённом с замком мостом, и «Замухавечья» — на правом берегу Мухавца. В городе было 6—7 тысяч жителей. В центральной (замковой) его части располагались здания магистрата и суда, рыночная площадь, дома зажиточных горожан, церкви и монастыри. Улицы мостились деревом, в 1588 году появились булыжные мостовые.
В XVI веке Берестье был важным торгово-ремесленным центром Великого княжества Литовского. Брестские купцы поддерживали тесные торговые связи с важными торговыми центрами Восточной Европы: Слуцком, Минском, Могилёвом, польскими Варшавой, Познанью, Торунью, Ломжей, Люблином, городами Русского государства. Ежегодный торговый оборот города доходил в первой половине XVI века до 750 тысяч рублей, а брестская таможня занимала второе место в доходах государственной казны. В 1550-е годы берестейский староста Николай Радзивилл Чёрный основал в городе типографию, первую на территории нынешней Беларуси. В 1563 году в ней напечатана «Брестская Библия», являющаяся выдающимся памятником книгопечатания. Во второй половине XVI — первой половине XVII веков в общественно-политической жизни горожан большое значение имели религиозные братства, которые организовывались при католических монастырях и православных церквях. Они стремились сохранить народную культуру и язык, открывали типографии и братские школы. C 1569 г. не только западная, но и южная граница ВКЛ (с Польшей) стала проходить вблизи города. В 1596 году на церковном соборе в Бресте была принята Брестская уния — объединение католической и православной церквей на территории Речи Посполитой.
В 1614 году в Бресте заложен коллегиум иезуитов. Ко второй половине XVII века центр города сформировался на острове (теперь цитадель Брестская крепость). Тут была торговая площадь с ратушей и лавками, каменными зданиями монастырей иезуитов, базилиан, бернардинцев, униатской церкви, синагоги. В 1659 году основан Брестский монетный двор, где в 1664—1666 годах чеканили мелкие медные монеты — солиды — с изображением «погони» — герба ВКЛ. В XVII веке Брест-Литовский стал местом сбора военных конфедераций (1605, 1612), сейма Речи Посполитой (1653). Брест-Литовский, к тому времени являвшийся одним из главных городов Речи Посполитой, процветал. В середине века в городе насчитывалось около 11 тысяч жителей, он был богат и считался «воротами» в страну, но случилась «Катастрофа», когда в течение короткого времени Брест подвергся трём страшным опустошительным разорениям. В 1648 году казаки Богдана Хмельницкого под руководством полковника Максима Гладкого при помощи местных повстанцев заняли Брест. Московский посол Егор Кунаков, в начале 1649 года проезжавший через Брест, свидетельствовал: «…Брест-Литовский опустошили до фундамента. Всех поляков, и жидов, и женщин, и их детей побили без остатка, и хоромы, и дома каменные разбурили и раскидали, а деревянные попалили и сравняли с полем ровно». Во время русско-польской войны 1654—1667 годов и развязанной Швецией войны в 1655 году против Речи Посполитой и в 1656 году против России Брест-Литовский неоднократно был в полосе военных действий. 15 ноября 1655 года русские войска под командованием новгородского воеводы князя С. Урусова разгромили возле Брест-Литовска войско гетмана Великого княжества Литовского П. Сапеги, но взять укреплённый город, в котором был большой гарнизон, так и не смогли. В 1657 году шведы с венграми овладели Брестским замком и опустошили город. В январе 1660 года город захватили русские войска под командованием князя Ивана Хованского, уничтожившие около 1 700 человек, укрывавшихся в замке, оставив в живых и отправив в плен в Москву только 50 человек Старшин во главе с комендантом замка. В 1661 году он снова занят польско-литовскими войсками. В результате набега Хованского город Брест-Литовск, как и другие города, захваченные в ходе продолжительного рейда русских войск, был «весь до последнего строения разорён и сожжён», населения осталась «очень малая горсточка», погибли все члены магистрата, сгорели цеховые документы и магистратские книги.

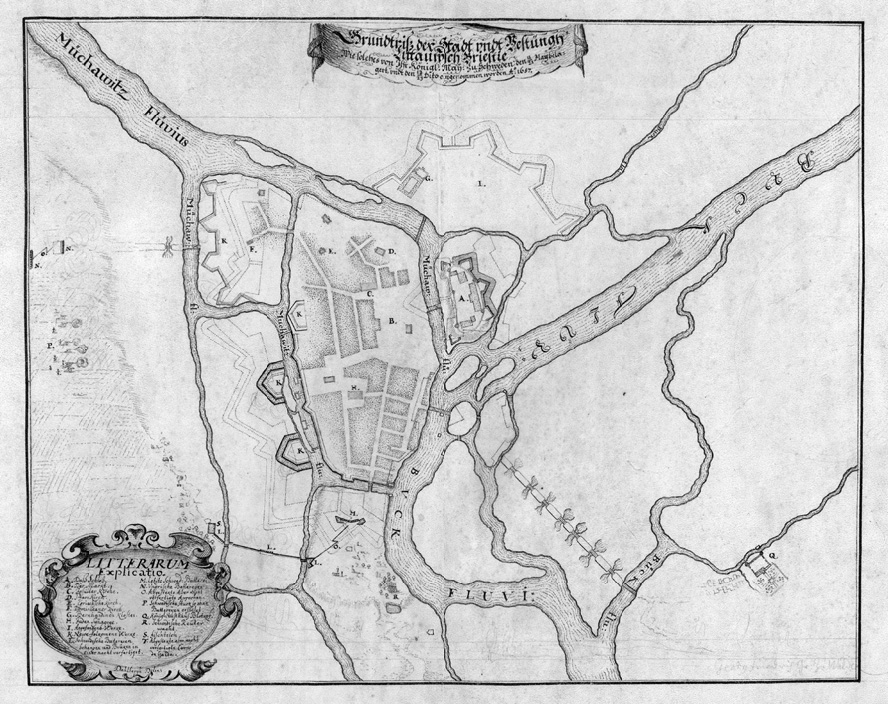
План Бреста в 1657 году
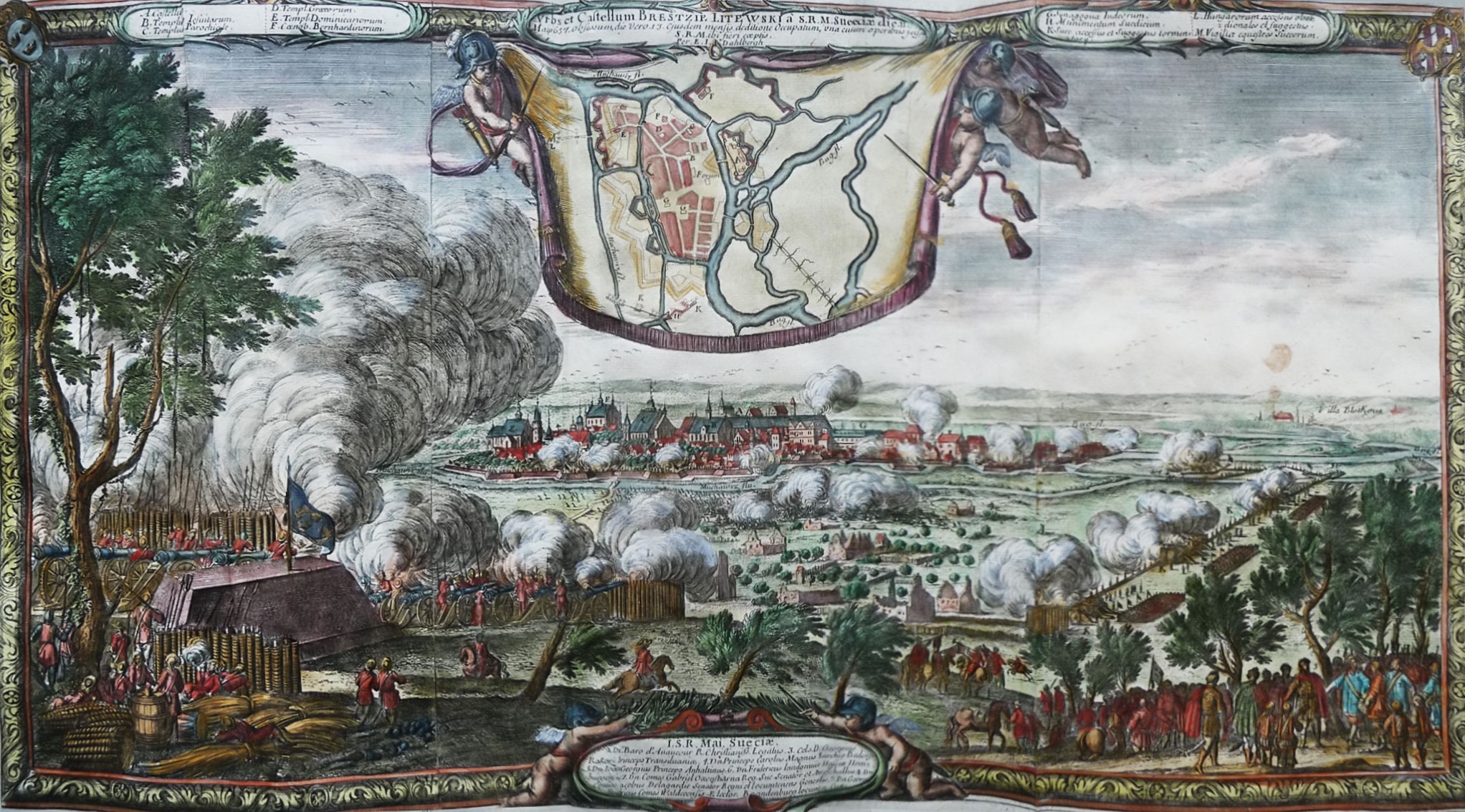
Э. Дальберг, 1657 г.
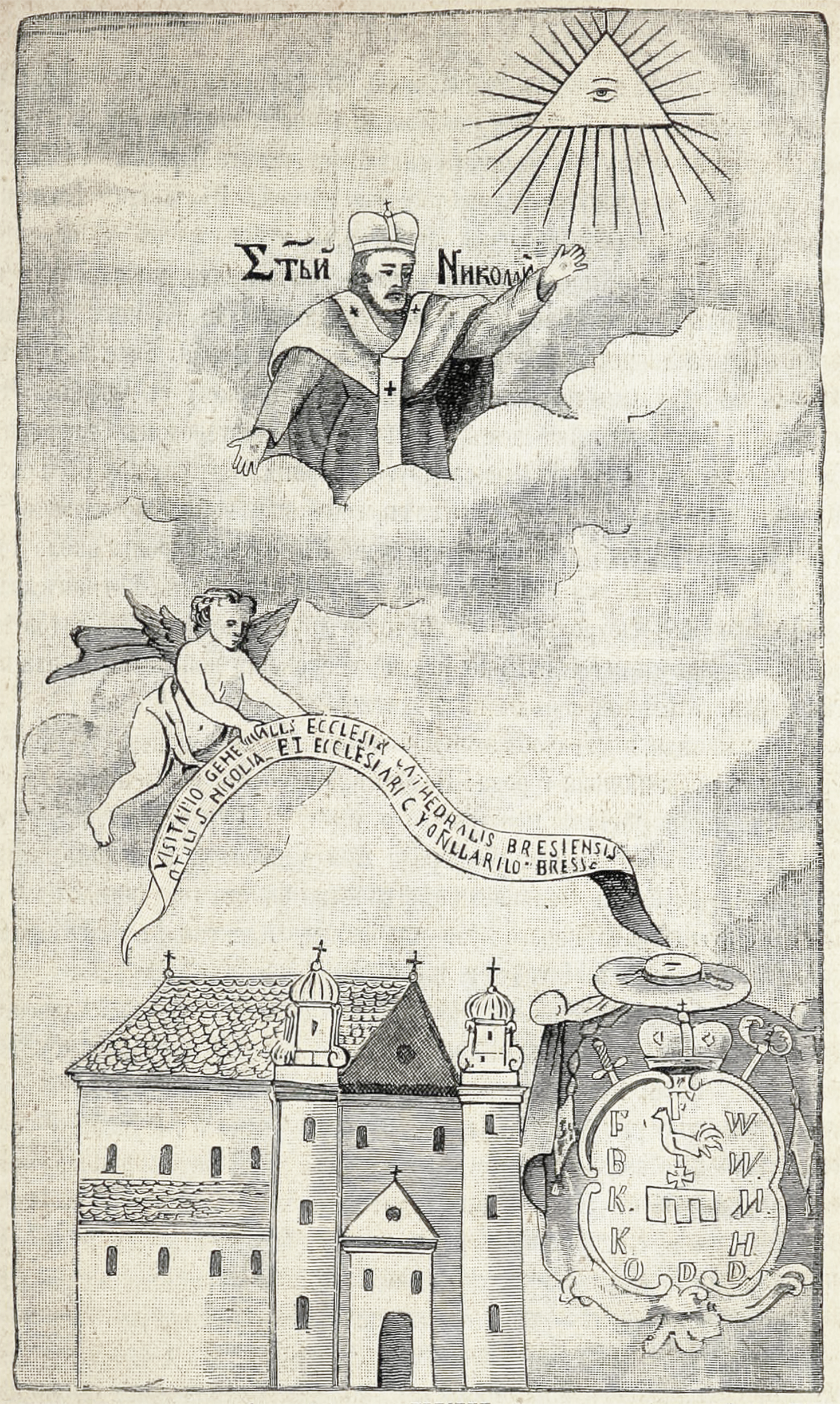
Николаевская церковь, в которой была подписана Брестская уния

В XVII столетии укрепления Брест-Литовска состояли из пятиугольного замка с бастионами.

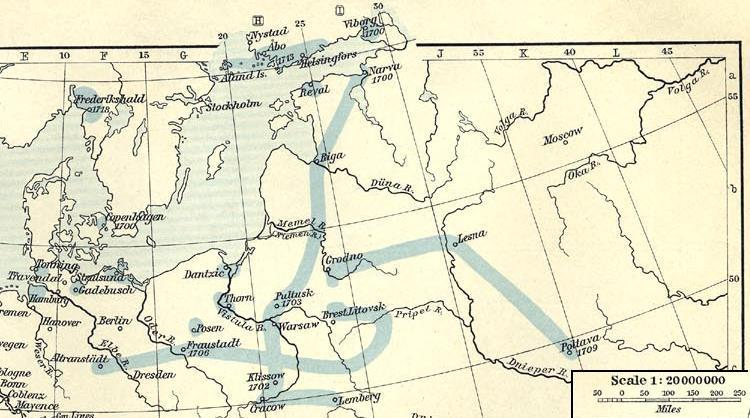
Карта действий Великой Северной войны

Во время Северной войны 1700—1721 годов по договорённости с курфюрстом Саксонии и королём польским Августом II Сильным русская армия в 1705 году вошла на территорию Речи Посполитой. В городе были созданы провиантские склады для снабжения русской армии. В 1706 году шведские войска, преследуя отступающую армию Петра I, заняли Брест-Литовский и разорили его.
Вторая половина XVII — первая половина XVIII веков в истории города характеризуется резким экономическим спадом, вызванным продолжительными войнами, голодом и эпидемиями. Сократилось число его жителей, в упадок пришли ремесленное производство и торговля. Только во второй половине XVIII века началось оживление экономики. Брест-Литовский стал главным речным портом на Западном Буге, через который экспортировали зерно, пеньку, лес и др. В 1770-е годы подскарбий надворный литовский А. Тизенгауз основал в Бресте-Литовском суконную фабрику, которая имела 7 ткацких станков.

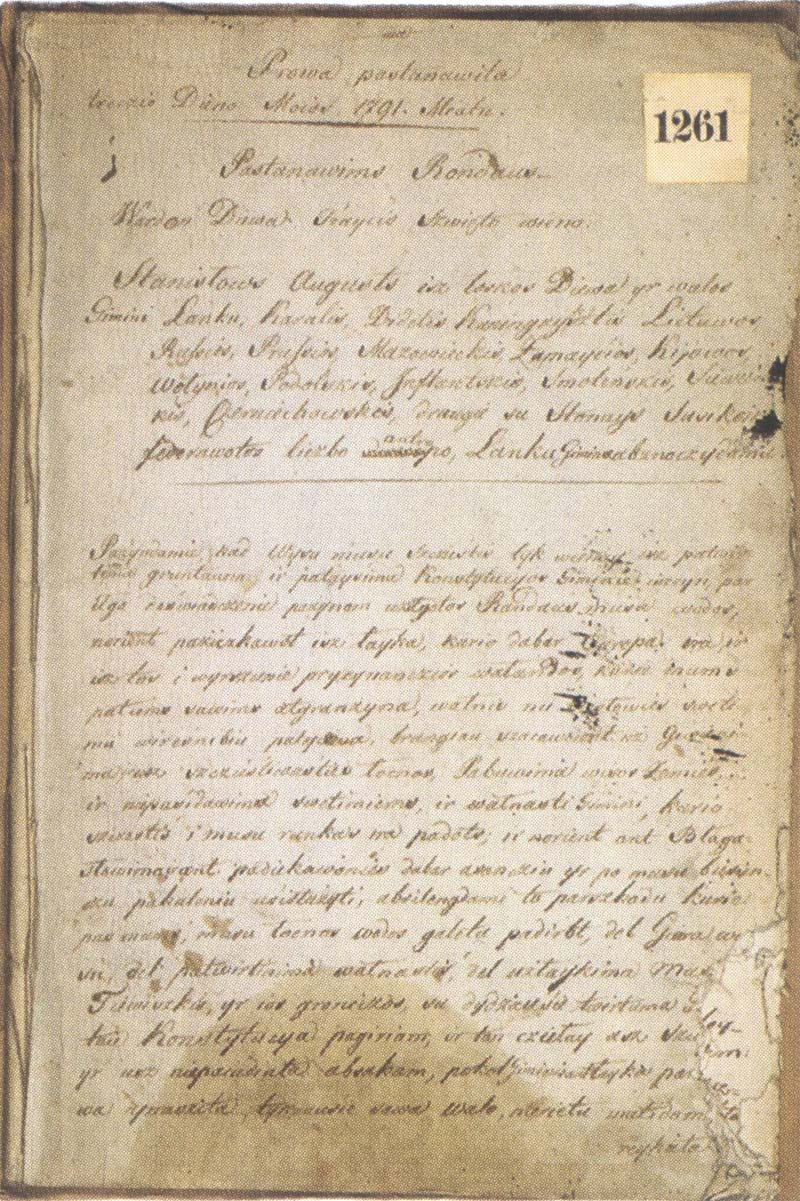
Конституция 3 мая 1791 года

В конце XVIII века в городе насчитывалось 3,5 тысячи жителей. В 1792 году здесь была резиденция руководителей Тарговицкой конфедерации. В 1795 году Брест-Литовск в результате третьего раздела Речи Посполитой был присоединён к Российской империи и впервые стал непосредственно приграничным городом (с владениями Габсбургов). Как уездный город вначале входил в Слонимскую, с 1797 года — Литовскую, с 1801 года — Гродненскую губернии. Город постепенно застраивался, в 1797 году в нём было 623 дома, из них 21 каменный, суконная фабрика и винокуренный завод. Большой урон городу наносили пожары: в 1802 году сгорело около 160 домов, в 1822 году — торговая часть города (150 лавок) и 70 жилых домов.
В XVIII веке главный маршал Франции М. Саксонский, говоря о Брест-Литовске, отмечал: «Кто владеет в военное время этою твердыней, тот имеет великие выгоды над прилежащею страною».

### XIX век
С падением Польско-Литовского государства начинается упадок Брест-Литовска: частые пожары, грабежи польских войск, войны совершенно разорили город.
В 1807 году инженер-генерал П. Сухтелен превращает, по Высочайшему повелению, Брест-Литовск в опорный пункт обороны западной границы империи и составляет проект новой крепости, так как до того граница эта была совершенно открыта. Но война 1812 года помешала его осуществлению.
В годы Отечественной войны 1812 года на территории брестской земли французская армия столкнулась с серьёзным сопротивлением Третьей западной русской армии под командованием генерала А. Тормасова. 25 июля возле Брест-Литовска передовые части русских войск, возглавляемые генерал-майором А. Щербатовым, нанесли поражение кавалерийским частям противника и заставили французские войска покинуть город. Военные действия в окрестностях города продолжали вестись и в октябре—ноябре 1812 года.
По окончании войны русские военные решили построить в Брест-Литовске крепость, как элемент создаваемой системы укреплений на западе страны. Брест-Литовская крепость строилась по утверждённому в 1830 году проекту на территории города. В результате прежний город, просуществовавший более 500 лет, был практически уничтожен.
В 1819 г. сгорела последняя православная Симеоновская церковь, а в 1823 упразднён Симеоновский монастырь и только в столовой монастыря устроена приходская церковь для небольшого числа православных горожан, которая при постройке крепости была снесена в 1834 г., и город остался без православной церкви.
В 1835 году городская застройка была перенесена на восток на две версты от старого города на три форштадта Кобринский, Волынский и Забугский, между землями города и крепости были установлены межевые знаки — бутовые столбы (один из них сохранился на углу улиц Ленина и Гоголя). Город стал развиваться преимущественно на восток от крепости на месте бывшего Кобринского форштадта.
26 апреля 1842 года состоялось торжественное открытие новой крепости. Брест-Литовская крепость нашла своё отражение в утверждённом в 1845 году гербе Брест-Литовска: на мысе при слиянии двух рек круг из серебряных щитов, над ним возвышается крепостной штандарт, в верхней части герба — зубр — гербовый знак Гродненской губернии, в которую на тот момент входил Брест-Литовск.
Российская власть с целью построения крепости полностью уничтожила расположенный между Западным Бугом и рукавами Мухавца старый город, в котором находились древние жилые кварталы с ратушей и замком XVII века, и на его месте в 1830—1840-х годах по проекту К. Оппермана были возведены фортификационные укрепления.

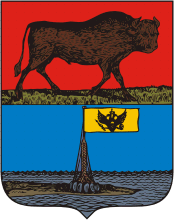
Герб Брест-Литовска 1845 года

В составе Российской империи город, наконец, получил передышку от бесконечных войн и набегов. Однако не соответствуют действительности утверждения, что уездный Брест-Литовск стал только бледной копией того преуспевающего и значимого города Речи Посполитой, который когда-то существовал в междуречье Мухавца и Буга (хотя бы потому, что территория т. н. Кобринского форштадта, куда было переселено гражданское население и который впоследствии стал центральной частью Бреста, в несколько раз превосходила территорию снесённого старого города). Экономика развивалась медленно, город фактически являлся «приложением» к стратегической крепости, его жизнь целиком зависела от военных. В 1825 году в городе проживало около 11 тыс., в 1845 году — около 18 тыс. человек. В Брест-Литовске имелось 250 лавок, 3 раза в неделю проводились торги, ежегодно 2 ярмарки. По утверждению историка-краеведа Н. Н. Власюка, при строительстве нового города впервые в истории мировой архитектуры была использована улично-бульварная система, за 30 лет до Чикаго Брест был разбит на стриты и авеню. Это принципиально новое слово в мировом градостроительстве Российская империя реализовала в Бресте впервые. С развитием капитализма во второй половине XIX — начале XX века город, прежде на три четверти состоявший из деревянных домов и бараков, начал застраиваться, возводились каменные жилые и общественные здания, различные предприятия и мастерские, расширялась его территория. В 1860-е годы в Брест-Литовске работало 5 табачных фабрик, 8 заводов по производству свечей, кожевенные, швейные, красильные и другие мастерские. В 1861 году было 178 лавок, 60 харчевен, 5 постоялых дворов и 22 заезжих дома, корчма, кондитерская; население — 20,9 тыс. человек.
Рост города в конце XIX века был связан с масштабной модернизацией Брест-Литовской крепости (1878—1888) и, в особенности, с форсированным строительством железных дорог, связавших Брест-Литовск с центром и юго-западом России. В 1869 году была пущена в эксплуатацию дорога Брест-Литовск — Варшава, в 1871 году — Москва — Брест-Литовск, в 1873 году — Киев — Брест-Литовск, в 1886 году — Брест-Литовск — Гомель. В 1886 году было построено здание железнодорожного вокзала, который с 1888 года освещён электричеством (в залах, служебных помещениях и на перронах было установлено 160 лампочек).
В 1889 году в городе насчитывалось 2 663 здания, 248 из которых — каменные. Катастрофический пожар 1895 года уничтожил большую часть городских построек, в том числе жилых домов, предприятий и мастерских, лавок, больниц и училищ, железнодорожный вокзал, выгорел центр города; ущерб составил 5 млн рублей.

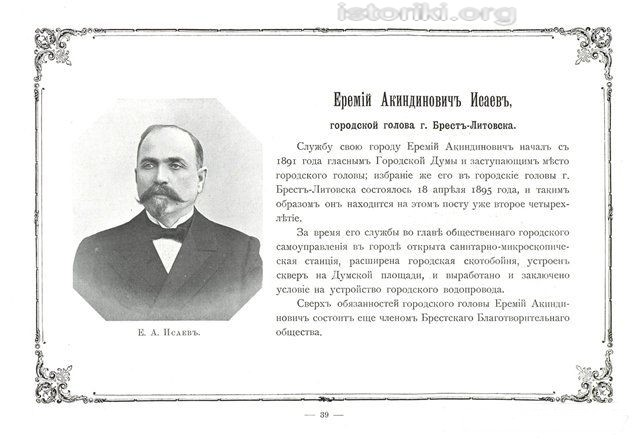
Градоначальник Брест-Литовска. Купец

По данным первой Всероссийской переписи 1897 года, население города составляло 46 568 человек (25 509 мужчин и 21 059 женщин), из них 30 260 человек были иудеями и 12 141 — православными. Родным языком указывали: еврейский — 30 109, русский — 10 217, польский — 3 358, белорусский — 1 231, украинский — 704. Тем не менее, город не имел ни водопровода, ни канализации; почти всё население пользовалось водой из Мухавца, в 1896 году лишь 5 колодцев в городе имели годную для питья воду. Действовала одна больница на 15 коек. С 1865 года действовала четырёхклассная гимназия, в конце 1870-х годов — городские четырёхклассное и церковно-приходское училища, частный пансион для благородных девиц, с 1874 года — частная библиотека, с 1885 года — музыкально-драматическое общество любителей, в 1903—1904 годах были построены две гимназии.

### Первая мировая война

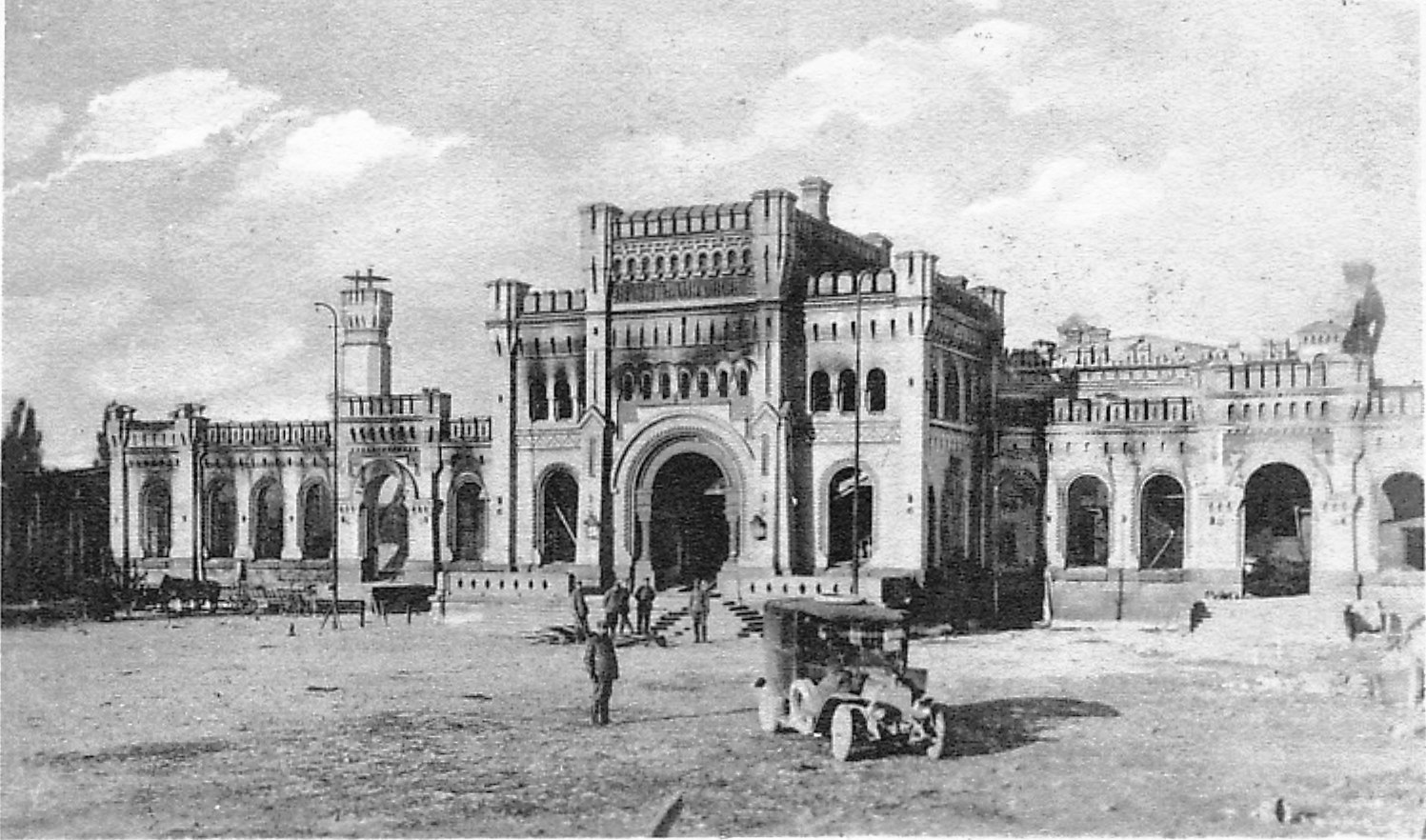
Брест-Литовский железнодорожный вокзал в годы Первой мировой войны (около 1915 года), сожжённый при отступлении русских войск

С началом Первой мировой войны возрастает роль города, как крупного транспортно-логистического узла. Вот как описывает его в дневнике русский артиллерийский офицер Иосиф Ильин, возвращавшийся в конце 1914 года после излечения на фронт.
29 ноября. Брест. Здесь очень большой затор, и потому мы, верно, простоим два-три дня, пока с нами разберутся… Брест — маленький, почти исключительно еврейский городок. Сегодня суббота, всё закрыто, извозчиков почти нет, так как из ста пятидесяти — сто тридцать евреи… Погода тут удивительная, восемь-десять градусов тепла. Это особенно кажется диким после глубокого снега, охоты на лис. Оказывается, что здесь вообще зимы не бывает почти, а о санях никто и не думает. За неделю до нашего приезда тут разыгралась целая трагедия, и сюда экстренно приезжал Николай Николаевич. Об этом запрещено писать, и стараются держать в секрете. Взорвалось восемьдесят тысяч снарядов, погибло около пятисот человек, целая рота сапёров с офицерами, которых недавно хоронили. Взрывы шли последовательно, начиная с восьми утра до пяти часов вечера. В городе полопались почти все стёкла, а из крепости сыпались осколки; большинство в панике бежали в поле за город. К счастью, все склады и погреба с пироксилином уцелели и не детонировали, иначе, как рассказывал мне один офицер, от города, жителей и крепости не осталось бы и следа. На станции как раз в это время, когда начались взрывы, стоял целый состав, гружённый пироксилином, и лишь благодаря находчивости начальника станции и храбрости машинистов его вывезли, а то бы и весь вокзал ахнуло.

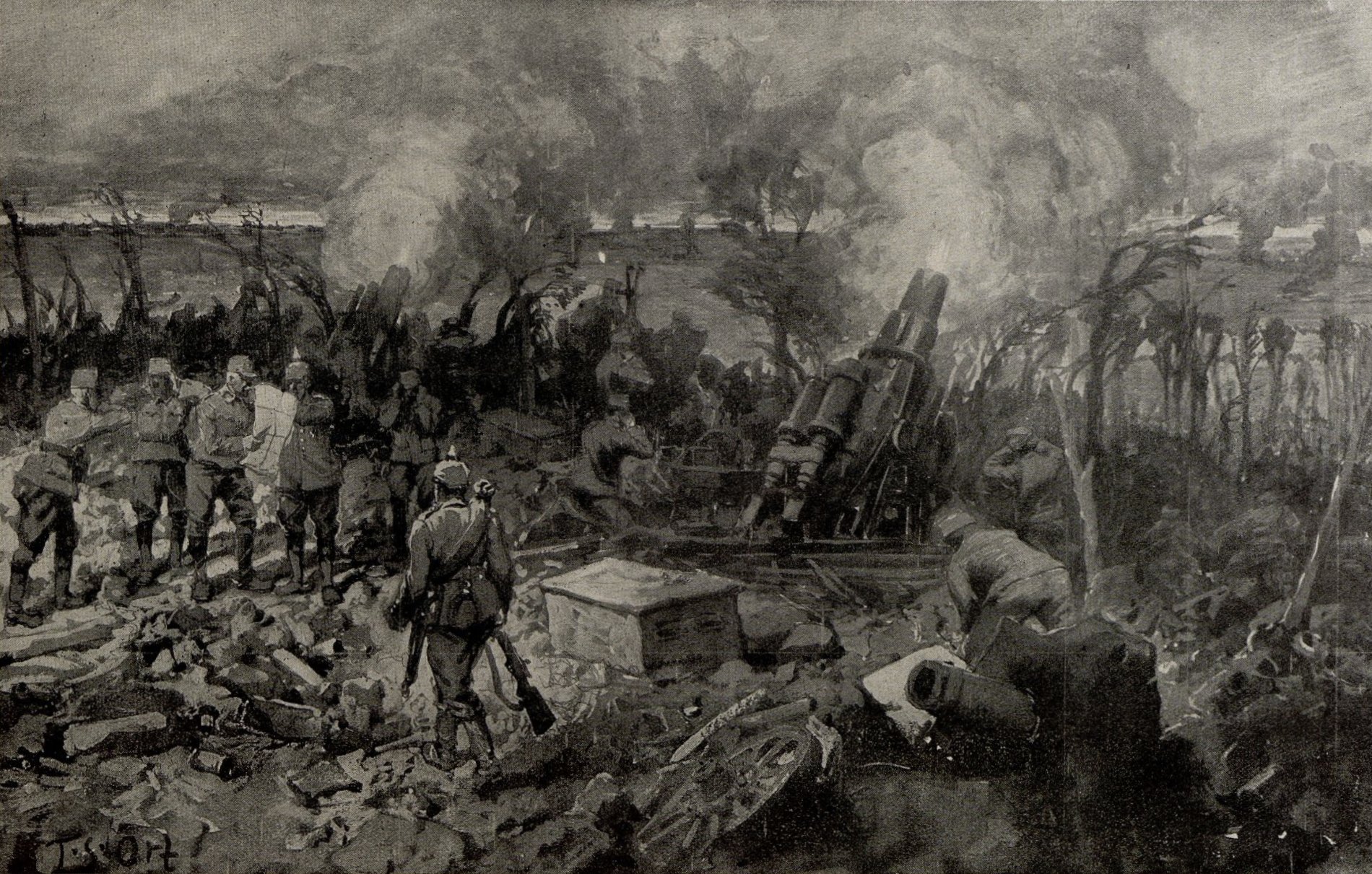
Германские мортиры обстреливают Брест. Немецкая иллюстрация времён войны

Во время «великого отступления» российских войск 7 августа 1915 года командованием российской армии было принято решение срочно эвакуировать гарнизон уже к этому времени хорошо подготовленной к обороне крепости в связи с тем, что пришли известия о падении крепостей в Ковно и Новогеоргиевске, оказавшихся беззащитными от применяемых немцами газов. 12 августа приказом коменданта крепости генерала от артиллерии В. Лайминга в последний день эвакуации, уже под немецким артиллерийским обстрелом, производился подрыв укреплений, фортов, пороховых погребов, поджог мостов, складов, казарм. Город, расположенный недалеко от пылающей крепости и в центре двух внешних колец из взрывающихся и горящих оборонительных фортов и укреплений, был практически весь охвачен пожаром и выгорел на 70 %.
Верховное командование приняло решение, что крепость Брест-Литовск не будет вести оборону. Её надлежало эвакуировать. Вагоны отдали военным для вывоза имущества. Беженцев отправили пешком, что стало трагедией для многих местных жителей.
Российские войска покинули крепость в ночь с 12 на 13 августа 1915 года. Порядок подрыва крепостных сооружений с 12 на 13 августа был определён приказом начальника штаба 3-й армии.
Участник тех событий, начальник инженеров крепости генерал-майор Иван Лидерс смотрел на горящий город, стоя на шоссе возле фольварка Тришин:
«Мы были свидетелями незабываемой, душу потрясающей картины феерического пожара: горели не только весь город целиком, его окрестности, строения инженерной мастерской на форту III, но и окрестные деревни на всём доступном глазу пространстве, причём даже отдельные торчавшие на кладбище кресты были охвачены пламенем и горели в виде факелов», — написал он в своих воспоминаниях.
А вот что писал офицер немецкой армии капитан Пэльман, наблюдавший город с возвышенности на левом берегу Мухавца:
«Как вкопанные, остановились мы, глядя на это гигантское зрелище. Насколько мог охватить глаз, мы видели сплошное огромное море поднимавшегося к небу огня, над которым, затемняя солнце, поднималась огромная дымовая туча, возвещая всей окрестности: „Брест погиб“».
Пожар уничтожил 70 % жилфонда Брест-Литовска. Из общей численности 3 670 домов, существовавших перед войной, было уничтожено 2 500 общим числом 15 тысяч жилых помещений.
Немцы вошли на пепелище и занимались вывозом того, что уцелело, и разборкой пострадавших зданий на кирпичи. Забирали кирпичи, швеллера и вывозили в Германию.
Уходя, русские войска взорвали почти во всех фортах капониры, казематы и пороховые погреба.

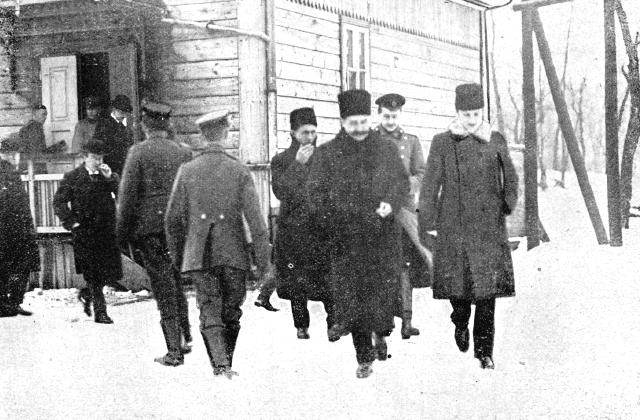
Украинские делегаты на переговорах. 1918 год

С 9 (22) декабря 1917 года по 3 марта 1918 года в Брест-Литовске происходили мирные переговоры между Советской Россией и Германией, по итогам которых 3 марта 1918 года в Белом дворце Брестской крепости были подписаны Брестский мир между Советской Россией и Центральными державами, а также Брестский мир между Украинской Народной Республикой (УНР) и Центральными державами, согласно последнему соглашению Германия и Австро-Венгрия передавали Украинской Народной Республике территории к югу от линии Каменец — Пружаны с последующим уточнением границы смешанной германо-украинской комиссией с учётом этнического состава и пожеланий местного населения, что привело к тому, что Брест-Литовск отошёл в состав Украинской Народной Республики в качестве административного центра земли Подляшье.
В марте 1918 года в составе УНР образовано Холмское губернское староство (губерния), административным центром которого становится Берестье.
В это время в Брест-Литовск начали возвращаться местные жители, которые осели в соседних населённых пунктах. До этого момента вход в Брест-Литовск был запрещён.
Во время советско-польской войны с 9 февраля 1919 года Брест-Литовск уже находился под контролем Польской Республики. 2 августа 1920 года, в результате контрнаступления, его заняли части Красной армии. А 18 августа, после поражения Красной армии под Варшавой город снова был занят польскими соединениями. По результатам Рижского договора отошёл к Польской Республике.
В город начали массово возвращаться беженцы. Это было самое тяжёлое время, условия были ужасными, вспыхивали эпидемии. В срочном порядке были восстановлены городские бани, и местным жителям нужно было обязательно иметь справку, что он два раза в месяц посещал баню. Тем, кто не подчинялся, выписывали штрафы и силой вели мыться. Городские власти убирали строительный мусор, восстанавливали улицы, здания, социальные объекты. Гуманитарные миссии помогли со строительством бараков, куда можно было поселить беженцев. Всем жилья не хватало, жители ютились в палатках, подвалах разрушенных зданий. Восстановление города велось все 20 лет в период межвоенной Польши. Ко Второй мировой войне Брест так до конца и не восстановился.
С 1923 года город назывался Брест-над-Бугом (для различения с другим польским городом Брестом-Куявским), центр Полесского воеводства.

### Вторая мировая война

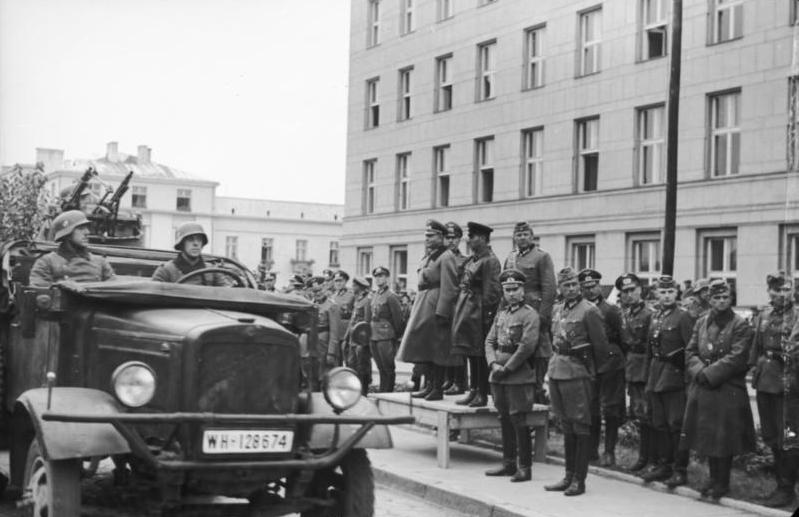
Брест. 22 сентября 1939 года. Церемония вывода немецких войск из Бреста, передаваемого Красной армии

14 сентября 1939 года в ходе вторжения в Польшу немецкий 19-й моторизованный корпус атаковал город и занял его; утром 17 сентября немцами была занята и крепость. 22 сентября Брест был передан, в соответствии с Договором о ненападении между Германией и Советским Союзом (известным также как «Пакт Молотова — Риббентропа»), 29-й танковой бригаде Красной армии во время «импровизированного парада» и включён в состав СССР как центр новообразованной Брестской области БССР. По реке Западный Буг пролегла советско-германская государственная граница.
22 июня 1941 года, в начале Великой Отечественной войны, город и крепость одними из первых подверглись атаке германских войск. Оборона Брестской крепости, в которой в момент атаки находилось около 6—7 тысяч советских военнослужащих, а также члены семей командиров, стала символом стойкости, мужества и воинской доблести. Вместо нескольких часов, отводимых немецким командованием на овладение крепостью, 45-й дивизии вермахта пришлось, неся значительные потери, здесь вести бои в течение целой недели, а отдельные очаги сопротивления просуществовали в течение месяца.
Впоследствии двум участникам героической обороны — лейтенанту А. Кижеватову (посмертно) и майору П. Гаврилову были присвоены звания Героев Советского Союза, многие другие из легендарного гарнизона были отмечены орденами и медалями. Оккупационными властями Брест был административно отнесён к рейхскомиссариату Украина. 
Заведующая отделом кадров Брестского обкома КП(б)Б З. Южная впоследствии докладывала:

Приход немцев встретили по-разному. Восточные люди не ожидали этого, нас сильно потрясло данное событие, мы не могли разобраться в мыслях, что произошло, многие растерялись, особенно женщины, на лицах отпечаток испуга, каждый хотел спросить: что делать? Многие бежали из города, много было ранено осколками от снарядов и бомб, были убитые. Большинство ушло в подвалы домов, где пробыли по несколько дней не выходя.
Была и такая часть населения, в большинстве местные поляки, которые встречали немцев как избавителей. По улице Маяковского в доме № 8 местные русские, при Советах учительствовали, они торжествовали, радовались приходу немцев. В нашем доме № 10 местные поляки, две учительницы, учили при Советах, встречали немцев с букетами цветов. Дом № 12, ветврач, его жена, мать, генеральша-белогвардейка, в первые дни плевали нам в глаза, кричали: «Вот, ваш Сталин продал вас», «Пришли наши избавители», «Спасите нас от жидов». И это были не единичные случаи.
По Гомельской улице в подвале дома, где жил Пряхин, одна местная женщина издевалась над женой Пряхина, грозила ей, что приведет немца и выдаст её за то, что она ей не заплатила за работу 100 рублей. С трудом пришлось успокоить эту женщину, заплатить за Пряхину 100 руб. Все эти немецкие холуи при Советах маскировались и воспитывали наших детей, а при немцах показали свое продажное нутро.
Особенно жестоко издевались местные женщины (польки) над восточными в очередях. Были случаи, когда они плевали в лицо, кричали: «Чего едите наш хлеб, идите просить у своего Сталина». Выталкивали женщин и детей из очереди. Орлов Николай стоял за хлебом, его бывшая соседка-полька, увидав его в очереди, сходила за немцем, сказала, что он работал в милиции. Орлова забрали, но так как не было подтверждено другими, его отпустили.

За годы немецкой оккупации было уничтожено около 40 тысяч жителей города; евреи Бреста были согнаны в организованное нацистами Брестское гетто и практически полностью уничтожены. Экономика Бреста фактически перестала существовать.
28 июля 1944 года в ходе Люблин-Брестской операции город был освобождён войсками 1-го Белорусского фронта. В честь этого события названа одна из улиц города (ул. 28 Июля). Также 28 июля отмечается День города.
По результатам Ялтинской конференции, прошедшей в феврале 1945 года, была подтверждена граница Польши по Бугу и нахождение Бреста в составе СССР.

### Послевоенные годы
После окончания Великой Отечественной войны Брест начал быстро развиваться как промышленный центр. Население города быстро увеличивалось. В феврале 1947 года был открыт первый автобусный маршрут «Железнодорожный вокзал — Волынка — Южный городок».

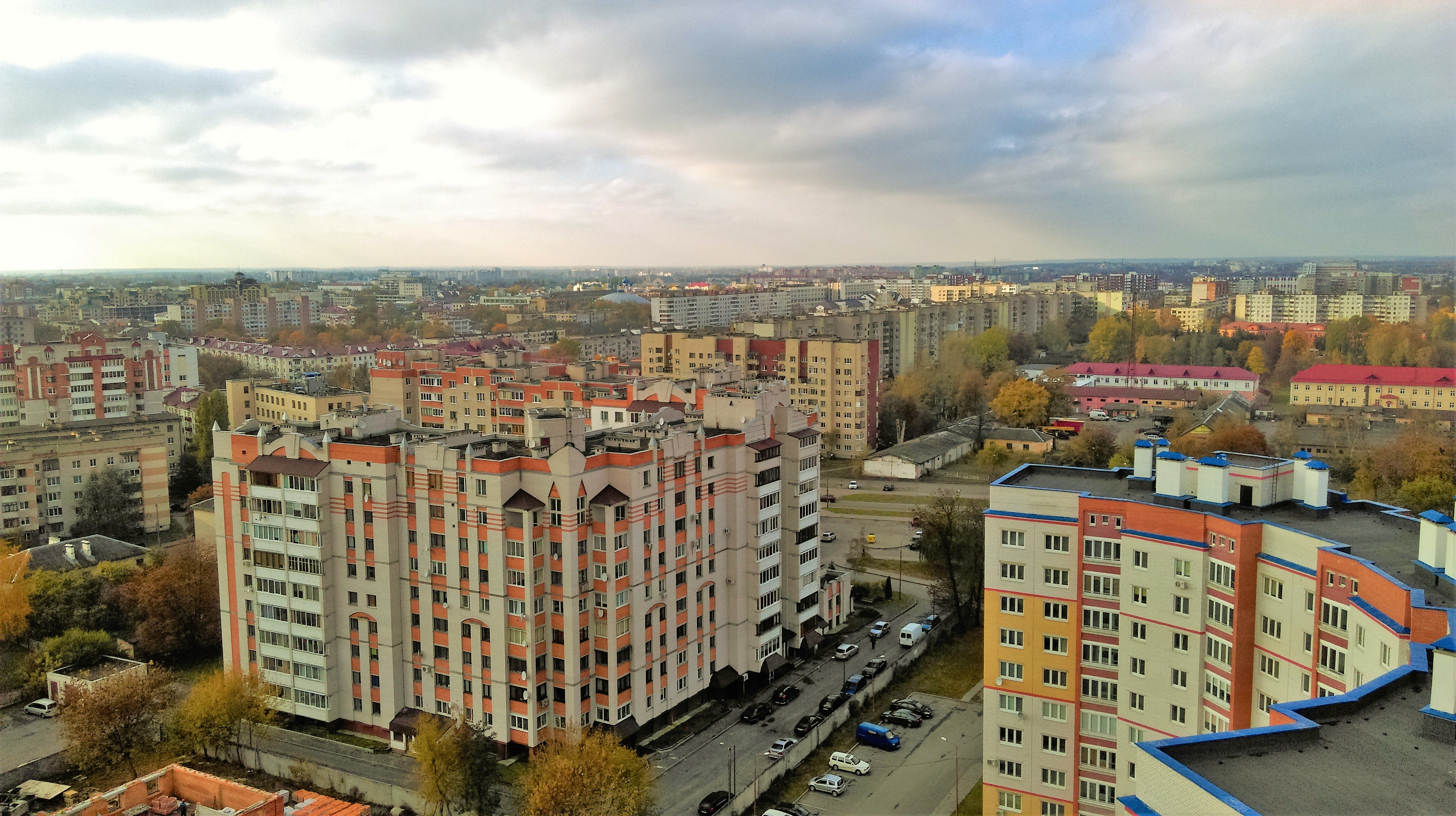
Вид на жилую застройку центральной части города

С августа 1955 года по апрель 1959 года брестскую областную организацию Коммунистической партии Беларуси возглавлял П. Машеров — будущий первый секретарь ЦК КП(б) Беларуси.
С 1967 года началось строительство нового крупного жилого микрорайона «Восток». В 1981 году начато троллейбусное движение. В 1986 году построен современный аэровокзальный комплекс.

### Современный период
С распадом Советского Союза и образованием Республики Беларусь, в составе которой Брест остался областным центром, поток туристов в город уменьшился. Вместе с тем, Брестская крепость — лидер Беларуси по посещаемости в 2012 году, и 2-е место после музея «Несвиж» в 2013 году. В 2013 году в этом историческом месте побывали 390 тысяч человек.

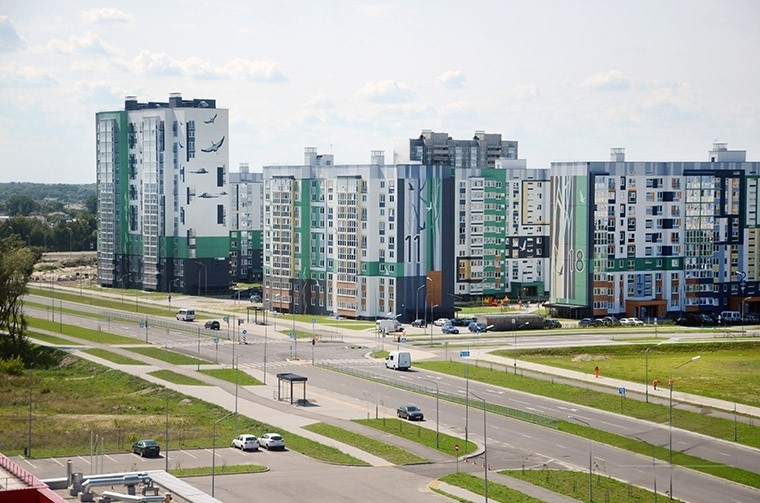
Новостройки в Московском районе Бреста

В 2000-е годы велось благоустройство улиц города, строительство крупных жилищных объектов. Продолжалось массовое жилищное строительство.
В 2001 году открыт Рождество-Богородичный монастырь.
В 2006 году после реконструкции открыт Парк культуры и отдыха.
В 2009 году в связи с празднованием 65-й годовщины освобождения Республики Беларусь от немецко-фашистских захватчиков и в целях увековечения подвига воинов Красной Армии, партизан и подпольщиков Брест награждён вымпелом «За мужнасць і стойкасць у гады Вялікай Айчыннай вайны» (Указ Президента Республики Беларусь от 29 июня 2009 года № 355).
В 2009 году открыт Памятник Тысячелетия Бреста.
В сентябре 2009 года в Бресте на Брестском гребном канале прошёл Чемпионат Европы по академической гребле.
2010-е годы отмечены развитием дорожной инфраструктуры. Активно развивается левобережная («заречная») часть города.
В мае 2012 года в Бресте в спортивном комплексе «Виктория» прошёл Чемпионат Европы по футзалу среди мужчин.
10 августа 2014 года Жабинке придан статус города-спутника Бреста.
В 2015 году Брест объявлен Культурной столицей Республики Беларусь.
6-8 сентября 2019 года Брест отметил 1000-летие. Одна из главных строек — вторая очередь Западного обхода — крупнейшая в городе транспортная развязка. Движение по огромному кольцу, возведённому над железной дорогой, открыто 6 сентября 2019 года. Открыт обновлённый парк Мира. Отреставрирован «Городской сад» — ретропарк, который был здесь 200 лет назад. Высажена берёзовая аллея в парке 1000-летия Бреста. Открыт Пушкинский сквер. Национальным банком Республики Беларусь введены в обращение памятные монеты «Брэст. 1000 год» («Брест. 1000 лет»).
В 2019 году Брест объявлен культурной столицей СНГ.
12 мая 2019 года Брест первый из белорусских городов принял эстафету огня II Европейских игр.
5 февраля 2020 года в Мемориальном комплексе «Брестская крепость-герой» у скульптурной композиции «Героям границы, женщинам и детям, мужеством своим в бессмертие шагнувшим» стартовала Эстафета вдоль границ государств-участников СНГ, посвящённая 75-летию Победы в Великой Отечественной войне. Одновременно вторая эстафетная группа стартовала из Мурманска.
В 2021 году Брест признан самым благоустроенным городом Беларуси. За высокие показатели, достигнутые в ходе проведения в 2021 году республиканского смотра санитарного состояния и благоустройства населённых пунктов Республики Беларусь, Брест признан победителем (среди столицы и областных городов).
За достижение в 2022 году наилучших показателей в сфере социально-экономического развития город Брест и Ленинский район города Бреста признаны победителями соревнования среди городов и районов в городах. Занесены на Республиканскую доску Почёта.
6-8 апреля 2023 года — открытые республиканские соревнования памяти экс-чемпиона СССР по велоспорту на шоссе Е. А. Мальца.
С 4 по 14 августа 2023 года в Беларуси прошли II Игры стран СНГ 2023. Состязания прошли в 11 городах Беларуси по 20 видам спорта. Брест определён местом проведения Игр по гандболу и плаванию (Указ Президента Республики Беларусь от 13 мая 2023 года № 134). Место проведения — Дворец спорта «Виктория» имени А. П. Мешкова (по гандболу), Брестский областной центр олимпийского резерва по водным видам спорта (по плаванию).
За высокие показатели, достигнутые в ходе проведения в 2022 году республиканского смотра санитарного состояния и благоустройства населённых пунктов Республики Беларусь, Брест вновь признан победителем (среди столицы и областных городов).
19 мая 2023 года Брест принял эстафету вдоль государственной границы, посвящённую 105-летию пограничной службы Беларуси.
2 июня 2023 года состоялся III Форум медийного сообщества Беларуси «Кросс-медийная журналистика: технология и инструментарий».
28-30 июля 2023 года Брест отпраздновал своё 1004-летие. 28 июля 2023 года Брест отмечает День города и 79-ю годовщину освобождения от немецко-фашистских захватчиков.
15-16 августа 2023 года состоялось открытие чемпионата Беларуси в многодневной велогонке «Тур Беларуси».
8-16 сентября 2023 года — XXVII Международный театральный фестиваль «Белая вежа».
28-29 сентября 2023 года — XII Форум городов-побратимов Беларуси и России.
17 февраля 2024 года — Брест принял у Новополоцка эстафету молодёжной столицы.
26-28 июля 2024 года — Брест отметил 1005-летие и 80-летие освобождения от немецко-фашистских захватчиков.
Город Брест (среди городов и районов в городах) признан победителем соревнования и занесён на Республиканскую доску почёта за достижение в 2024 году высоких результатов в сфере социально-экономического развития (вместе с Московским районом г. Бреста и Московским районом г. Минска).
2025 год — Брест отмечает 81-ю годовщину освобождения от немецко-фашистских захватчиков и 1006-летие. Открыта городская Доска почёта. Открыт лапидарий.

### История еврейской общины Бреста
Евреи поселились в Брест-Литовске ещё до княжения Кейстута (1341—1382). Грамота Витовта от 1 июля 1388 года была первоначально дана брестским евреям и лишь позже обратилась в привилегию для всех евреев Литвы.
В 1388 году великий князь Витовт даровал Брестской еврейской общине привилей, обеспечивший евреям свободу вероисповедания и определённые права в финансовом деле и торговле.
На протяжении XIV—XVII веков Брест являлся главным центром еврейских общин Великого княжества Литовского. На языке идиш город назывался Бриск.
В 1411 году князь Витовт позволил берестейским евреям построить синагогу и даже выделил бесплатно кирпич и глину. Большая каменная синагога славилась по всей Европе своей архитектурой и отделкой (в 1842 году она была разрушена при строительстве Брест-Литовской крепости). Местная еврейская община получила компенсацию, которая вместе с частными пожертвованиями позволила построить новую синагогу в 1862 году. Фундамент и стены бывшей Большой синагоги ныне — кинотеатр «Беларусь».
По переписи 1860 года в Бресте проживало 19 343 человека, в том числе 10 320 евреев. По переписи 1897 года в городе насчитывалось 46 586 жителей, из них 30 608 евреев (65,8 %).
В 1802 году пожар истребил большую часть еврейского квартала. Пожар 1828 года опять разрушил много еврейских зданий, среди них пять молитвенных домов.

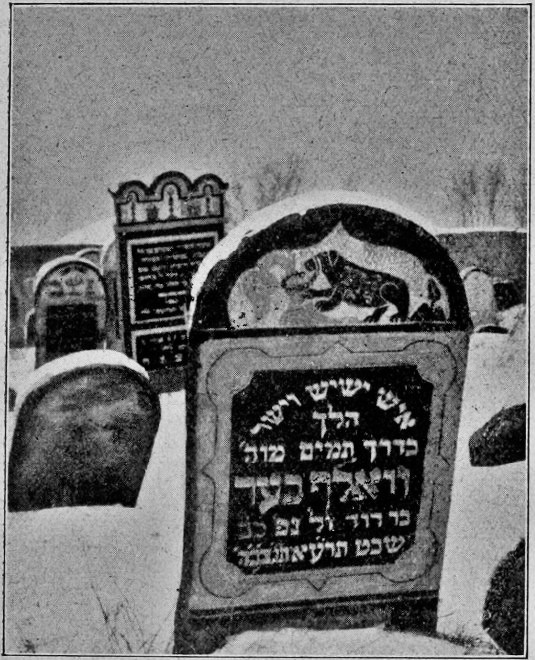
Еврейское кладбище в Брест-Литовске (снимок периода Первой мировой войны)

В 1939 году в Бресте проживало 21 518 евреев (41,3 % от всего населения). В середине мая 1937 года в городе случился еврейский погром, в ходе которого было убито 3 еврея, более 50 получили серьёзные ранения. Еврейский квартал был разгромлен, многие утратили средства к существованию, однако массового бегства не произошло, в том числе из-за отсутствия соответствующих возможностей. Польский военный гарнизон города никак не вопрепятствовал погрому, который продолжался 16 часов. Городские власти и полиция также не встали на защиту евреев.

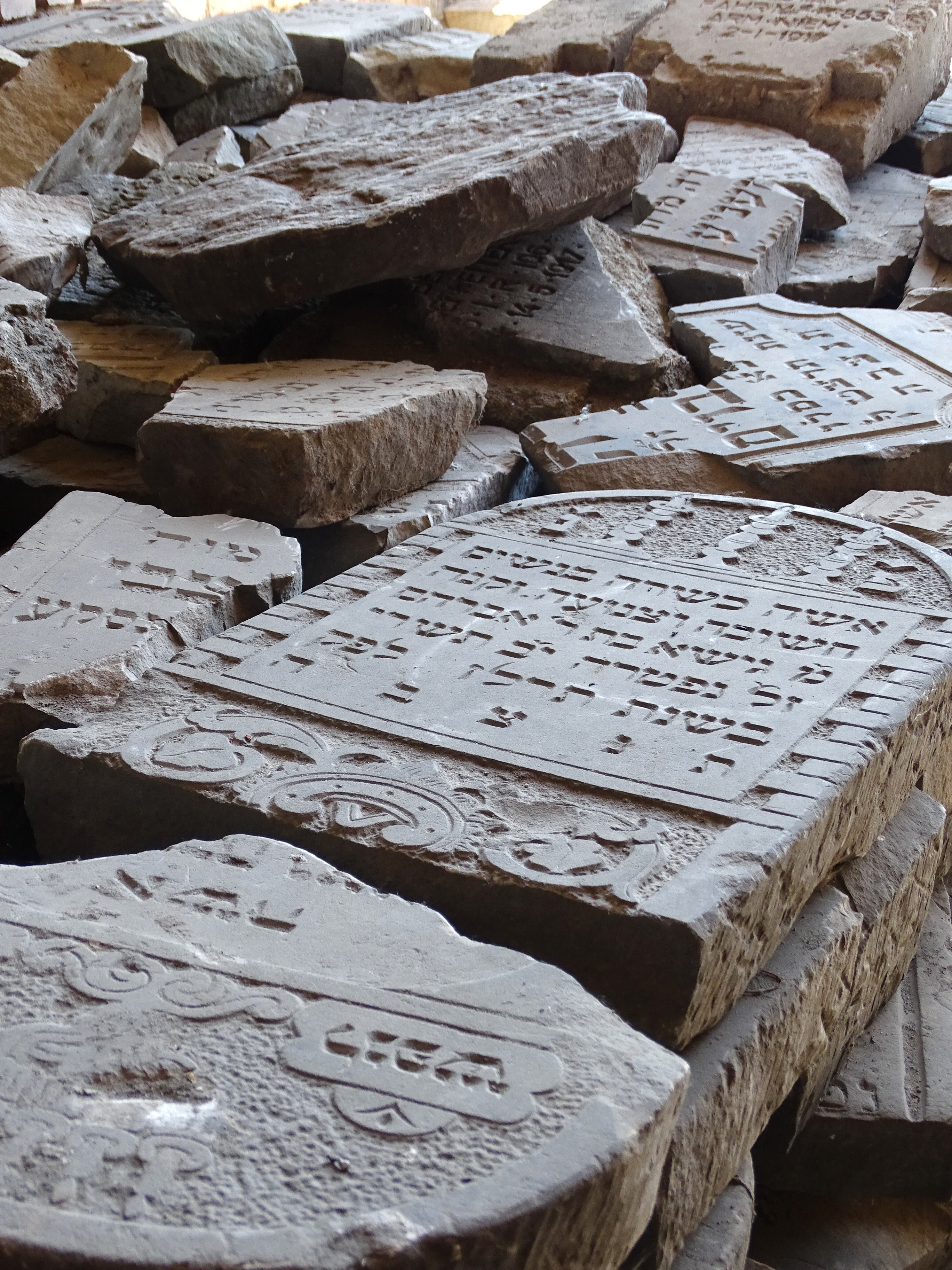
Еврейские надгробные плиты в каземате Брестской крепости, 2016

Уже в первые дни Великой Отечественной войны немецкие войска заняли Брест и сразу же привлекли многих евреев к принудительным работам.
В ходе немецкой оккупации города во время Великой Отечественной войны только в июне 1941 года подразделением "Айнзацгруппа «В» вместе с частями Вермахта было расстреляно от 4 до 5 тыс. евреев. В декабре 1941 года еврейское население Бреста было заключено в Брестское гетто. В октябре 1942 года около 17 тыс. евреев Бреста были вывезены на железнодорожную станцию Бронная гора и расстреляны.
В 1970 году в Бресте проживало, по оценочным данным, около 2 тысячи евреев (менее 2 % населения).
Последняя советская перепись 1989 года зарегистрировала в городе 1 080 евреев (0,4 % от общего населения). С начала 1990-х годов большое число евреев Бреста выехало в Израиль и другие страны.
Согласно переписи Беларуси 1999 года в Бресте проживало 415 евреев. В 2009 году численность еврейского населения города составляла около 200 человек.

## География и экология

### География

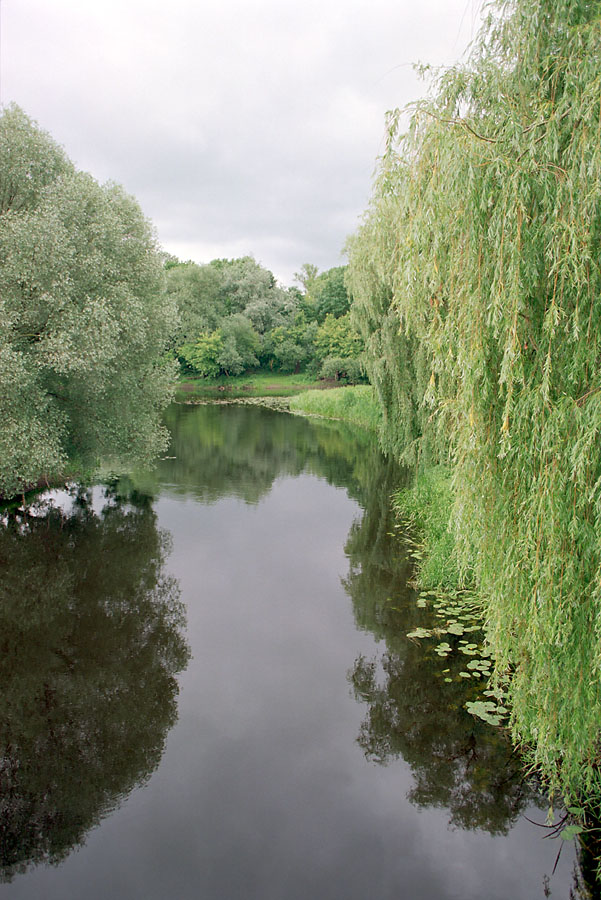
Река Мухавец рядом с устьем

Географически центр Брестской области располагается в 320 км к юго-западу от Минска, на западной окраине Полесья, представляющего собой заболоченную плоскую низину, достаточно обезлесенную вследствие воздействия человека. Рельеф территории, на которой лежит Брест, ровный (абсолютные высоты от 123 м, высоты уреза Западного Буга, до 130 м), слабо понижающийся к пойме Мухавца. На западной окраине города Мухавец впадает в Западный Буг, раздваиваясь на два рукава. На территории Бреста Мухавец притоков не принимает. По северной окраине Бреста протекает небольшая река Лесная, правый приток Западного Буга.
Брест находится в часовом поясе, обозначаемом по международному стандарту как восточноевропейское летнее время (UTC+3).
Площадь города — 14 527 га, достаточно велика доля зелёных насаждений. Город расположен в окружении лесопарковой зоны, занимающей площадь 2 500 га. На территории Бреста имеется ряд парков (в том числе Парк культуры и отдыха, парк воинов-интернационалистов и др.) и скверов. Начиная с 15 октября 2012 года границы города и Брестского района были изменены решением Брестского областного Совета депутатов от 11 сентября 2012 г. № 219, согласно которому в черту города Бреста были включены расположенные до этого в Брестском районе (Тельминский сельсовет) земельные участки общей площадью 85,8281 га (0,86 км²), в том числе 85,7071 га — земли коммунального унитарного сельскохозяйственного предприятия «Совхоз Брестский» и 0,121 га — земли коммунального унитарного предприятия «Брестское городское управление капитального строительства», в результате чего территория города в настоящий момент составляет 14 612 га или 146,12 квадратный километр.

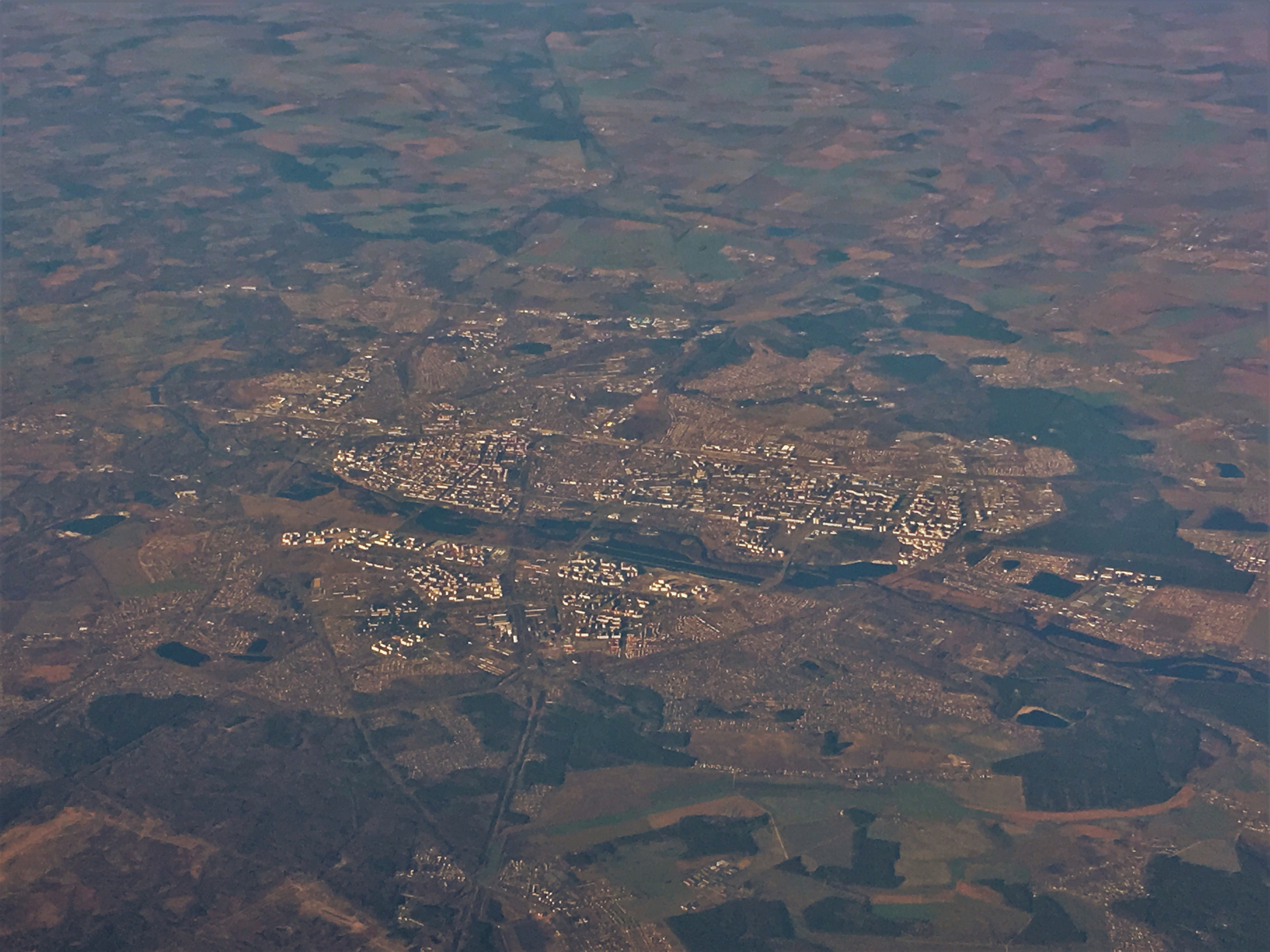
Фотоснимок Бреста с борта самолёта в январе 2018 года (вид на город с юга)

На территории города расположен один памятник природы республиканского значения, уникальное дерево: ель обыкновенная змеевидной формы в городском парке.
Ландшафты, окружающие город, в основном антропогенные — сельскохозяйственные угодья, дачные посёлки, встречаются отдельные лесные массивы (сосна, осина и т. п.).
Вблизи Бреста расположен ландшафтный заказник республиканского значения «Прибужское Полесье», а также 3 заказника местного значения:
- «Бугский» (в пойме рек Западный Буг и Лесная)
- «Брестский» (в пойме реки Мухавец возле деревни Вычулки)
- «Барбастелла» (в районе деревни Козловичи), где на территории старинных фортов ведётся охрана крупнейшей в Беларуси колонии летучих мышей[109]

### Климат
Метеонаблюдения в Бресте ведутся с 1834 года. Климат в районе города — умеренно-континентальный. Из-за влияния морских воздушных масс характерна мягкая зима и умеренно тёплое лето. Циклоны, которые являются причиной этого, перемещаются с Атлантического океана с запада на восток. Средняя температура января −2,6 °C, июля +19,3 °C. Годовое количество осадков 609 мм. Среднегодовая температура воздуха в Бресте составляет +8,2 °C, среднегодовая скорость ветра — 2,6 м/с, среднегодовая влажность воздуха — 76 %. Вегетационный период длится 214 суток.
В году в среднем 160 дней идёт дождь, 68 дней — снег. Туманы наблюдаются в течение 33 дней, грозы — 27 дней.
| Показатель                    | Янв.  | Фев.  | Март  | Апр. | Май  | Июнь | Июль | Авг. | Сен. | Окт. | Нояб. | Дек.  | Год   |
| ----------------------------- | ----- | ----- | ----- | ---- | ---- | ---- | ---- | ---- | ---- | ---- | ----- | ----- | ----- |
| Абсолютный максимум, °C       | 11,6  | 17,2  | 22,6  | 30,7 | 32,1 | 34,0 | 36,6 | 36,7 | 31,5 | 26,4 | 19,0  | 14,5  | 36,7  |
| Средний суточный максимум, °C | −0,1  | 1,2   | 6,3   | 14,0 | 20,1 | 22,6 | 24,9 | 24,2 | 18,4 | 12,5 | 5,4   | 0,9   | 12,5  |
| Средняя температура, °C       | −2,6  | −1,9  | 2,2   | 8,7  | 14,5 | 17,1 | 19,3 | 18,5 | 13,3 | 8,3  | 2,7   | −1,3  | 8,2   |
| Средний суточный минимум, °C  | −4,9  | −4,5  | −1,2  | 3,8  | 9,0  | 12,0 | 14,2 | 13,3 | 9,1  | 4,8  | 0,4   | −3,5  | 4,4   |
| Абсолютный минимум, °C        | −35,5 | −28,1 | −22,6 | −6,2 | −4,2 | 2,1  | 5,8  | 1,3  | −2,8 | −9,9 | −19,2 | −25,1 | −35,5 |
| Норма осадков, мм             | 34    | 33    | 33    | 37   | 63   | 68   | 74   | 72   | 56   | 37   | 42    | 41    | 590   |
| Источник: Погода и климат     |       |       |       |      |      |      |      |      |      |      |       |       |       |

| Показатель                        | Янв. | Фев. | Март | Апр. | Май  | Июнь | Июль | Авг. | Сен. | Окт. | Нояб. | Дек. | Год  |
| --------------------------------- | ---- | ---- | ---- | ---- | ---- | ---- | ---- | ---- | ---- | ---- | ----- | ---- | ---- |
| Средний суточный максимум, °C     | −0,5 | 2,0  | 7,7  | 15,0 | 20,5 | 24,5 | 26,1 | 25,6 | 19,6 | 13,1 | 6,8   | 2,5  | 13,5 |
| Средняя температура, °C           | −2,2 | −0,3 | 3,9  | 9,9  | 15,0 | 19,1 | 20,6 | 20,0 | 14,9 | 8,3  | 4,8   | 0,9  | 9,6  |
| Средний суточный минимум, °C      | −3,9 | −2,9 | 0,2  | 4,5  | 9,5  | 13,6 | 15,5 | 14,5 | 10,5 | 5,7  | 2,9   | −0,7 | 5,7  |
| Норма осадков, мм                 | 42   | 28   | 32   | 37   | 74   | 72   | 78   | 71   | 55   | 43   | 29    | 37   | 601  |
| Источник: www.weatheronline.co.uk |      |      |      |      |      |      |      |      |      |      |       |      |      |

### Экологическая обстановка
Экологическая обстановка в городе оценивается как одна из наиболее благополучных среди белорусских городов. Основные загрязнители — автотранспорт (около 78 % выбрасываемых в атмосферу загрязняющих веществ) и теплоэнергетика. Как сообщает горрайинспекция природных ресурсов и охраны окружающей среды Бреста, автотранспорт выбрасывает в атмосферу города более 10 тыс. тонн загрязняющих веществ в год.
В 2004 году в атмосферу от стационарных источников выброса, расположенных на территории города, было выброшено 2 276 т загрязняющих веществ. Всего на территории Бреста на 2004 год имелось 3 015 стационарных источников выброса загрязняющих веществ, из них 452 источника оснащены очисткой.
В 2017 году открыли велополосу на проезжей части, одну из первых в Беларуси.
14 предприятий Бреста имеют выпуски сточных вод. Помимо этого, на территории города имеется 26 выпусков ливневой канализации, в том числе 18 выпусков в реку Мухавец, 5 в реку Лесная и 3 в пойму реки Западный Буг.

## Население
Численность населения — 346 061 человек (на 1 января 2025 года). На 1 января 2024 года численность населения — 344 470 человек.
По сведениям за 1870 год в Бресте считалось жителей мужчин 13 783, женщин 8149 (евреев 9 874).
| 1390     | 1450     | 1825     | 1861     | 1897     | 1959     | 1970     | 1979     | 1985     |
| -------- | -------- | -------- | -------- | -------- | -------- | -------- | -------- | -------- |
| 2000     | ↗5000    | ↗11 000  | ↗20 900  | ↗46 600  | ↗73 600  | ↗121 600 | ↗171 000 | ↗230 000 |
| 1996     | 1998     | 2001     | 2002     | 2003     | 2004     | 2005     | 2006     | 2007     |
| ↗285 000 | ↗297 000 | ↘288 812 | ↗290 673 | ↗291 855 | ↗292 937 | ↗293 700 | ↗293 922 | ↗295 012 |
| 2008     | 2009     | 2010     | 2011     | 2012     | 2013     | 2014     | 2015     | 2016     |
| ↗302 806 | ↗309 764 | ↘309 204 | ↗313 045 | ↗316 963 | ↗321 184 | ↗324 090 | ↗327 290 | ↗330 147 |
| 2017     | 2018     | 2019     | 2019     | 2020     | 2021     | 2022     | 2023     | 2024     |
| ↗332 557 | ↗334 463 | ↗336 183 | ↗338 979 | ↗339 519 | ↗340 318 | ↗340 723 | ↗342 461 | ↗344 470 |
| 2025     |          |          |          |          |          |          |          |          |
| ↗346 061 |          |          |          |          |          |          |          |          |

Женщины составляют более 54 % населения Бреста. Население города составляют представители 61 национальности, в том числе белорусы — более 81 %, русские — 11,4 %, украинцы — более 4 %, поляки — около 0,9 %, евреи — 0,1 % и другие — 2,6 %
В 2017 году в Бресте родилось 4329 и умерло 2913 человек, в том числе 15 детей в возрасте до 1 года. По численности родившихся Брест опережает Витебск и Могилёв, но уступает Гомелю и Гродно, а численность умерших в Бресте самая низкая среди всех областных центров. Коэффициент рождаемости — 12,5 на 1000 человек (средний показатель по Брестской области — 11,8, по Республике Беларусь — 10,8), коэффициент смертности — 8,4 на 1000 человек (средний показатель по Брестской области — 12,8, по Республике Беларусь — 12,6). Уровень рождаемости в Бресте самый высокий среди всех областных центров, а уровень смертности — один из самых низких (чуть выше, чем в Гродно).

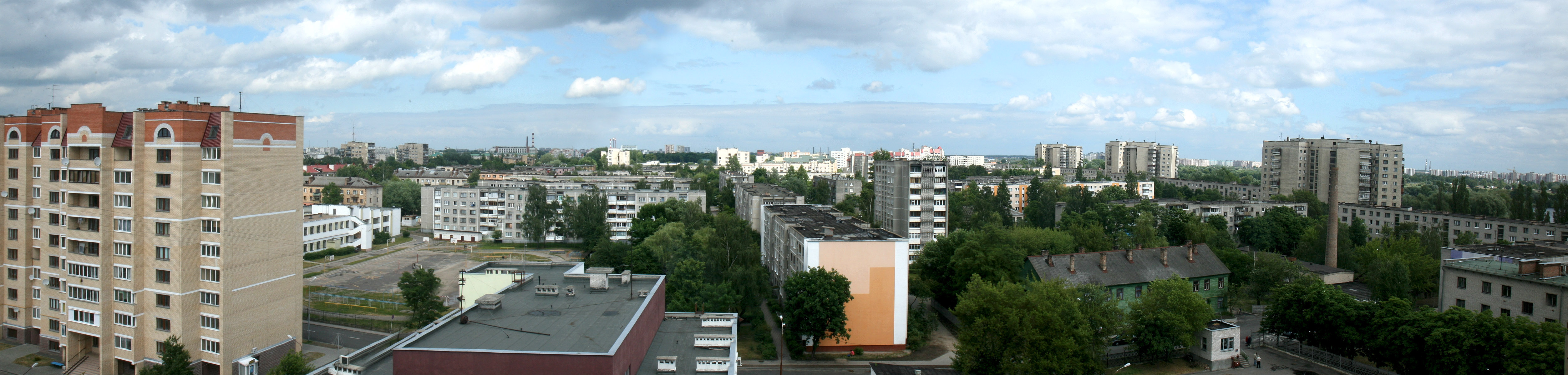
Панорама жилого района в городе

## Административно-территориальное устройство
Брест в административном отношении делится на два района: Ленинский и Московский.
Существуют также традиционные наименования ряда микрорайонов: Адамково, Аркадия, Берёзовка, Бернады, Восток, Волынка, Вулька-Подгородская, Вычулки, Гершоны, Граевка, Дубровка, Заводская, Заречный, Катин Бор, Киевка, Ковалёво, Козловичи, Лысая Гора, Мощёнка, Новые Задворцы, Плоска, Пугачёво, Речица, Старые Задворцы, Тришин, Южный. До включения в городскую черту в 1929 году Граевка и Киевка были посёлками, население которых было в основном занято в обслуживании железнодорожного узла Бреста.

## Органы власти
Представительным органом власти является Брестский городской Совет депутатов. Он состоит из 40 человек и избирается жителями города по одномандатным округам. Срок полномочий 4 года. Городской Совет депутатов 28 созыва был избран 18 февраля 2018 года.
Исполнительным и распорядительным органом власти является Брестский городской исполнительный комитет. Председатель назначается президентом и утверждается депутатами горсовета.

## Экономика

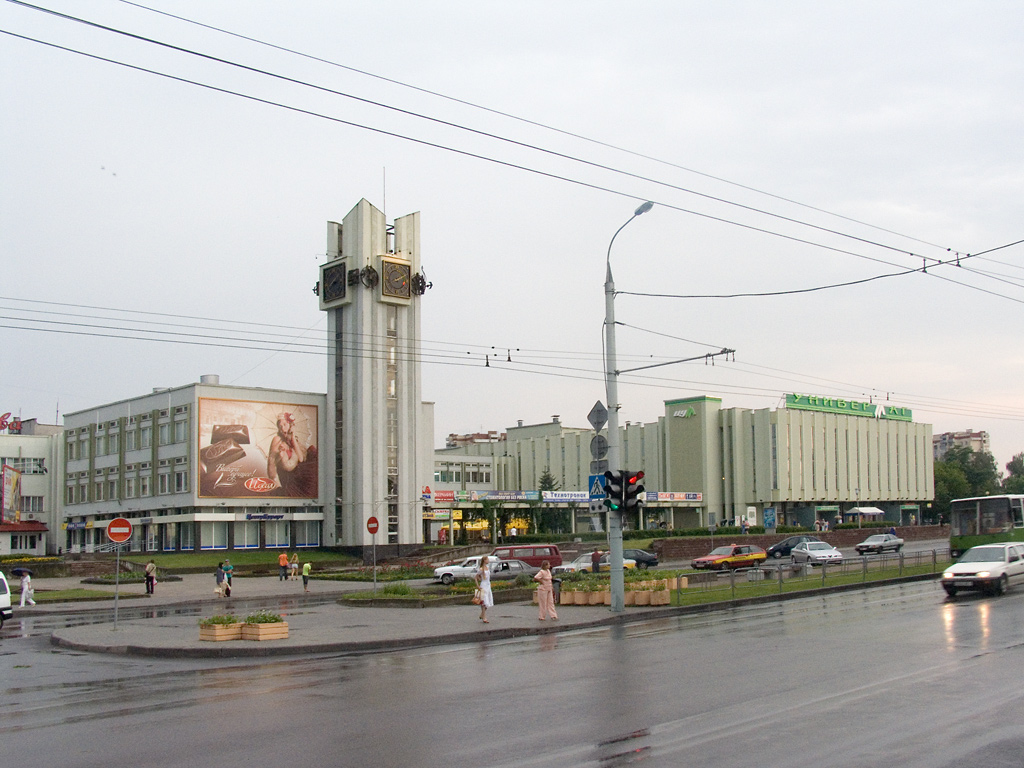
Центральный универмаг в Бресте

Брест — крупный центр обрабатывающей промышленности юго-запада Беларуси. В числе машиностроительных предприятий города нужно выделить Брестский электромеханический завод, электротехнический, электроламповый заводы, завод газовой аппаратуры «Брестгазоаппарат» (торговая марка «Гефест»), предприятие «Цветотрон» (производство микроэлектронных компонентов), завод «Брестсельмаш», завод «Брестмаш», Брестский радиотехнический завод. Имеются предприятия лёгкой промышленности — чулочно-носочная фабрика, трикотажное, швейное производство («Нелва», «Нинель», «Надин-Н», «Лакби» и др.); ковровый комбинат признан банкротом. Существует пищевое производство (мясокомбинат, хлебозавод, ликёро-водочный завод «Белалко», пивобезалкогольный завод «Брестское пиво», СП «Санта-Бремор»). Имеется сувенирная фабрика, в 1973—2019 годах действовал завод бытовой химии (обанкротился). Производство стройматериалов представлено комбинатом строительных материалов (выпускает кирпич, облицовочную плитку) и заводом железобетонных конструкций и деталей. Работает типография.
По данным на 2006 год, наибольший вес в промышленном производстве города играли предприятия пищевой промышленности (45,92 %), на 2-м месте — предприятия отрасли машиностроения и металлообработки (37,34 %), 3-е место занимает вклад лёгкой промышленности (8,71 %).
В 2012 году промышленными предприятиями отгружено продукции в действующих ценах на сумму 15 267 млрд белорусских руб.
Также расположены РУП «Брестэнерго», Брестский филиал РУП «Белтелеком», УП «Брестоблгаз», РУП «Белоруснефть-Брестоблнефтепродукт», Брестский филиал ООО «Евроторг» и др.
На территории Бреста и Брестского района расположена крупнейшая свободная экономическая зона страны. На территории СЭЗ на начало 2010 года работало 65 предприятий (в том числе по производству продуктов питания, оборудования и материалов для дорожной разметки и др.), общий объём накопленных инвестиций составил около $ 620 млн. Суммарный объём произведённой здесь продукции в 2009 году вырос по сравнению с 2008 годом в 1,2 раза и составил $ 560 млн.
Торговая сеть города по состоянию на февраль 2007 года включала в себя 580 магазинов и около 1000 киосков и павильонов. Значительную роль, отчасти обусловленную приграничным положением Бреста, в его экономике играют вещевые и продуктовые рынки, в частности ЦУМ, «Юбилейный», «Варшавский», «Лагуна» (всего 13 рынков).
В 2007 году темп роста промышленного производства предприятий города составил 119,8 %, розничного товарооборота — 128 %. За этот год введено в эксплуатацию почти 200 тыс. м² жилья. Расходная часть городского бюджета на 2008 год, согласно принятому решению Брестского городского Совета депутатов, составит 274,4 млрд белорусских руб., дефицит бюджета — 182 млн руб. (в 2007 году предельный размер дефицита составлял 900 млн руб.).
На 1 июля 2017 года 1 % трудоспособного населения зарегистрирован в Министерстве труда и социальной защиты Республики Беларусь в качестве безработных.
Среднемесячная номинальная начисленная заработная плата (до вычета подоходного налога и некоторых отчислений) в 2017 году в Бресте составила 810,8 рублей, что выше средней зарплаты по Брестской области (699 рублей) и незначительно ниже средней зарплаты по стране (823 рубля). Брест занимает 9-е место по уровню заработной платы среди 129 районов и городов областного подчинения Беларуси, опережая все областные центры, кроме Минска.

## Транспорт
Город Брест является важным транспортным узлом на юго-западе Беларуси, а также значительным транзитным пунктом на государственной границе с Польшей. В городе функционируют три таможенных терминала.
Брест — важный железнодорожный узел на магистрали Москва — Берлин, имеются также линии на Заболотье, Высоко-Литовск, Томашовку (ст. Влодава). Действуют крупные грузовые терминалы, локомотивное депо. На территории города расположены: железнодорожный вокзал Брест-Центральный, станции Брест-Северный, Брест-Восточный, Брест-Полесский, Брест-Южный, Юго-Запад. В Бресте осуществляется замена вагонных тележек составов, пересекающих границу между Беларусью и Польшей в связи с различным размером железнодорожной колеи 1520 мм и 1435 мм. Станции Бреста и прилегающие участки железных дорог обслуживаются Брестским отделением Белорусской железной дороги.
Через Брест проходит международный автомобильный транспортный коридор E30 (Корк — Берлин — Варшава — Брест — Минск — Москва — Челябинск — Омск), также имеются автомобильные дороги на Каменец, Малориту и др. Вблизи Бреста расположены автомобильные пропускные пограничные переходы «Варшавский мост» и «Козловичи», имеется железнодорожный пограничный переход «Буг», связывающий Брест с Тересполем (Польша) и расположенный в 2,5 км от вокзала. В течение 2006—2007 годов построен южный автомобильный обход города с мостами через реку Мухавец.
Общественный транспорт Бреста представлен автобусной (на август 2017 года действует 62 маршрута) и троллейбусной (8 маршрутов) сетями. Помимо этого, действует сеть маршрутных такси (на июнь 2021 года действует 17 маршрутов). Также имеются электробусы.
В 2019 году было открыто новое здание автовокзала. Его вместимость составляет 250 пассажиров. Пропускная способность — 6-8 тыс. человек в сутки.
В 12 км к востоку от города находится международный (с 1986 года) аэропорт Брест с аэровокзальным комплексом, таможенным терминалом и таможенным складом. Во времена СССР воздушные линии связывали Брест с 15 городами, в том числе Москвой, Минском, Кишинёвом и другими. В связи с резким падением пассажиропотока регулярные пассажирские авиарейсы были в начале 1990-х годов отменены и с тех пор осуществлялись эпизодически. С октября 2009 года регулярные (3 раза в неделю) рейсы в Москву из Бреста выполняла авиакомпания «Атлант-Союз», однако они были прекращены. На 2017 год из аэропорта совершаются регулярные рейсы Брест — Калининград, кроме них, аэропорт используется чартерными рейсами.
На реке Мухавец действует Брестский речной порт. В годы существования СССР порт специализировался в основном на перегрузке железной руды, поставлявшейся через Днепровско-Бугский канал с криворожских месторождений на металлургические комбинаты ГДР, на железнодорожный транспорт (в устье Мухавца находится глухая плотина, в силу чего транзитное судоходство невозможно). После объединения Германии немецкие металлурги переориентировались на руду, добываемую в Германии, и грузооборот порта сильно снизился. В 2013 году начались подготовительные работы по переносу порта Бреста из центра города в район д. Ямно. Проект неоднократно изменялся из-за недостаточного финансирования. На месте строительства нового порта частично возведены бытовые помещения и первая очередь причала, проведена дорога и линия электроснабжения. Сейчас строительно-монтажные работы на площадке заморожены.

### Велодвижение
|                                                                               | Минск | Брест | Гомель | Гродно |
| ----------------------------------------------------------------------------- | ----- | ----- | ------ | ------ |
| Утилитарные поездки в теплое время года каждый день                           | 17 %  | 21 %  | 28 %   | 16 %   |
| Утилитарные поездки в прохладное время года регулярно, несколько раз в неделю | 6 %   | 9 %   | 13 %   | 3 %    |
| Утилитарные поездки в холодное время года хотя бы раз в неделю                | <3 %  | 8 %   | 5 %    | 3 %    |
| Доля велосипедистов, готовых ездить в дождь                                   | >50 % | >50 % | >60 %  | 49 %   |

Брест лидирует в развитии велосипедного движения в Беларуси. Хотя город имеет большую площадь, максимальная дистанция от окраины до центра — всего 7 км (30 минут на велосипеде). А это типичная длина городской велосипедной поездки в странах с развитым велодвижением. Важно, что Брест — это один из самых тёплых городов Беларуси, а пока
что белорусы психологически относят велосипед к видам транспорта для тёплого сезона.Обзорный доклад «Развитие городского велосипедного движения в Беларуси в 2017–2019 гг.: текущая ситуация и достигнутый прогресс»

## Здравоохранение
Сфера здравоохранения Бреста представлена следующими медицинскими учреждениями.

 Стационары:

 * Больница скорой медицинской помощи с филиалом «Станция скорой помощи» в своей структуре
 * Брестская городская больница № 1
 * Брестская городская больница № 2 с пригородным структурным подразделением «Участковая больница» в аг. Медно
 * Центральная городская больница
 * Брестский областной родильный дом
 * Брестская детская областная больница
На территории города, в районе Вычулки расположено главное лечебно-диагностическое учреждение региона — Брестская областная клиническая больница, имеющая в своей структуре Брестскую областную консультативную поликлинику, которые круглосуточно обслуживают жителей как областного центра, так и всего региона в целом.
Поликлиники для взрослых:

 * Брестская городская поликлиника № 1 со стоматологическим отделением в своей структуре
 * Брестская городская поликлиника № 2
 * Брестская городская поликлиника № 3
 * Центральная городская поликлиника (до 2008 г. — Брестская городская поликлиника № 4)
 * Брестская городская поликлиника № 5
 * Брестская городская поликлиника № 6
 * Брестская городская лечебно-консультативная поликлиника с отделением пластической хирургии и медицинской косметологии
 * Поликлиника медицинской службы департамента финансов и тыла МВД по Брестской области
Детские поликлиники:

 * Брестская городская детская поликлиника № 1
 * Брестская городская детская поликлиника № 2
 * Брестская городская детская поликлиника № 3
 * Брестская детская областная консультативная поликлиника при Брестской детской областной больнице
Стоматологические поликлиники:

 * Брестская областная стоматологическая поликлиника
 * Брестская стоматологическая поликлиника с филиалами № 1 и № 2
 * Брестская детская стоматологическая поликлиника
Диспансеры:

 * Брестский областной кожно-венерологический диспансер со стационаром
 * Брестский областной наркологический диспансер со стационаром
 * Брестский областной онкологический диспансер со стационаром
 * Брестский областной противотуберкулёзный диспансер со стационаром
 * Брестский областной психоневрологический диспансер со стационаром «Плоска»
 * Брестский областной диспансер спортивной медицины
 * Брестский областной эндокринологический диспансер
 * Брестский областной кардиологический диспансер (прекратил своё существование 04.07.2023 г., войдя в структуру Брестской областной клинической больницы)
А также: Брестский областной медико-генетический центр с консультацией «Брак и семья», Брестский областной перинатальный центр, Брестская областная станция переливания крови, Центр эстетической хирургии, Брестское областное патологоанатомическое бюро, Брестское областное бюро судебной медицины, Брестский областной центр гигиены, эпидемиологии и общественного здоровья, Брестский зональный центр гигиены и эпидемиологии и Автобаза медицинских учреждений.
В Бресте функционирует обширная аптечная сеть, представленная государственными и негосударственными аптеками шаговой доступности.
Три брестские областные психиатрические больницы находятся вне Бреста: Брестская областная психиатрическая больница «Городище» в деревне Городище, Брестская областная психиатрическая больница «Кривошин» в деревне Кривошин и Брестская областная психиатрическая больница «Могилёвцы» в деревне Могилёвцы.
Также вне Бреста расположены три Брестских областных центра детской медицинской реабилитации: «Лахва», «Томашовка», «Сосновый Бор».
В окрестностях города расположены санатории «Буг» и «Берестье», зона отдыха Белое озеро к югу от города с многочисленными базами отдыха, и др.
5-6 марта 2009 года город Брест был выбран местом для проведения заседания Координационного совета служб крови государств Содружества Независимых Государств, в работе которого приняли участие специалисты Беларуси, Российской Федерации, Таджикистана, Узбекистана и Украины.

## Жильё
Город разделён на две части рекой Мухавец (через реку переброшены четыре автодорожных и два железнодорожных моста). К северу от реки находятся кварталы исторического центра (застроенного одно-двухэтажными домами конца XIX — начала XX века), обширные кварталы, застроенные частными домами, застроенный многоэтажными жилыми домами микрорайон Восток, а также районы заводской застройки. К югу от Мухавца активно развиваются новые районы массовой застройки Ковалёво, Вулька.
За 2000—2017 годы общая площадь жилищного фонда города выросла более чем в 1,6 раза, с 5 134,6 тыс. м² до 8 452,7 тыс. м², обеспеченность жильём — с 17,8 м² на человека до 24,3 м². Если в 2000 году город занимал одно из последних мест в стране по обеспеченности населения жильём (среди крупных городов), то к концу 2017 года вышел на 3-е место, незначительно уступая только Бобруйску и Барановичам. Цены на жильё в Бресте — одни из самых высоких среди крупных городов в республике. По итогам I квартала 2019 года цена 1 м² проданных в городе квартир составила в среднем $ 701 (выше только в Минске ($ 1286) и Солигорске ($ 704)). В 2014 году цены на жилую недвижимость в Бресте некоторое время превышали 1 000 долларов за 1 м².
Главная улица города — проспект Машерова (переходит в улицу Московскую). Основная пешеходная улица Бреста — улица Советская, прорезающая центр города, пересекаемая бульварами. Улица Гоголя частично превращена в Аллею кованых фонарей. Ведётся либо планируется в ближайшее время реконструкция ряда основных центральных улиц (Советской, бульваров Космонавтов и Шевченко, проспекта Машерова и др.). Общая протяжённость улиц, дорог и проездов города на середину 2005 года — 231,2 км.

## Образование
В городе работают 65 дошкольных учреждений, в которых воспитывается более 12 тыс. детей, в том числе один санаторный сад и специальное учреждение для детей с особенностями психофизического развития. Среднее образование представлено начальной школой, 31 средней школой, 6 гимназиями, 2 лицеями (областным и общегородским). Два учебно-производственных комбината дают возможность профессиональной ориентации почти 4 тыс. учащихся. Помимо этого, работает две музыкальные, одна художественная, одна хореографическая школы и обширная сеть детских и юношеских спортивных школ по всем видам спорта.
Высшие учебные заведения:
- Брестский государственный университет имени А. С. Пушкина[169]
- Брестский государственный технический университет[170]
- Брестский филиал Белорусского национального технического университета

Среди средне-специальных учебных заведений города:
- Брестский государственный железнодорожный колледж — филиал учреждения образования «Белорусский государственный университет транспорта»
- Брестский государственный медицинский колледж[171]
- Брестский государственный музыкальный колледж имени Г. Ширмы
- Брестское государственное областное училище Олимпийского резерва[172]
- Брестский государственный политехнический колледж—филиал Брестского государственного технического университета
- Брестский государственный профессионально-технический колледж приборостроения
- Брестский государственный колледж транспорта и сервиса
- Брестский государственный колледж лёгкой промышленности[173]
- Брестский государственный колледж строителей[174]
- Брестский государственный торгово-технологический колледж[175]
- Брестский государственный колледж связи[176]
- Брестский государственный колледж сферы обслуживания[177]
- Брестский филиал столичного частного учреждения образования «Колледж бизнеса и права».

В образовательных учреждениях города работают музеи различных профилей: историко-краеведческие, этнографические, военной славы, мемориальные, в том числе музей Боевой Славы гимназии № 1, музей «Мальчишки бессмертного Бреста» поста Памяти у Вечного огня мемориального комплекса «Брестская крепость-герой», страноведческий музей «Амистад» гимназии № 5.
Центр молодёжного творчества (советское название: областной Дворец пионеров и школьников).

## Культура

Брестский академический театр драмы

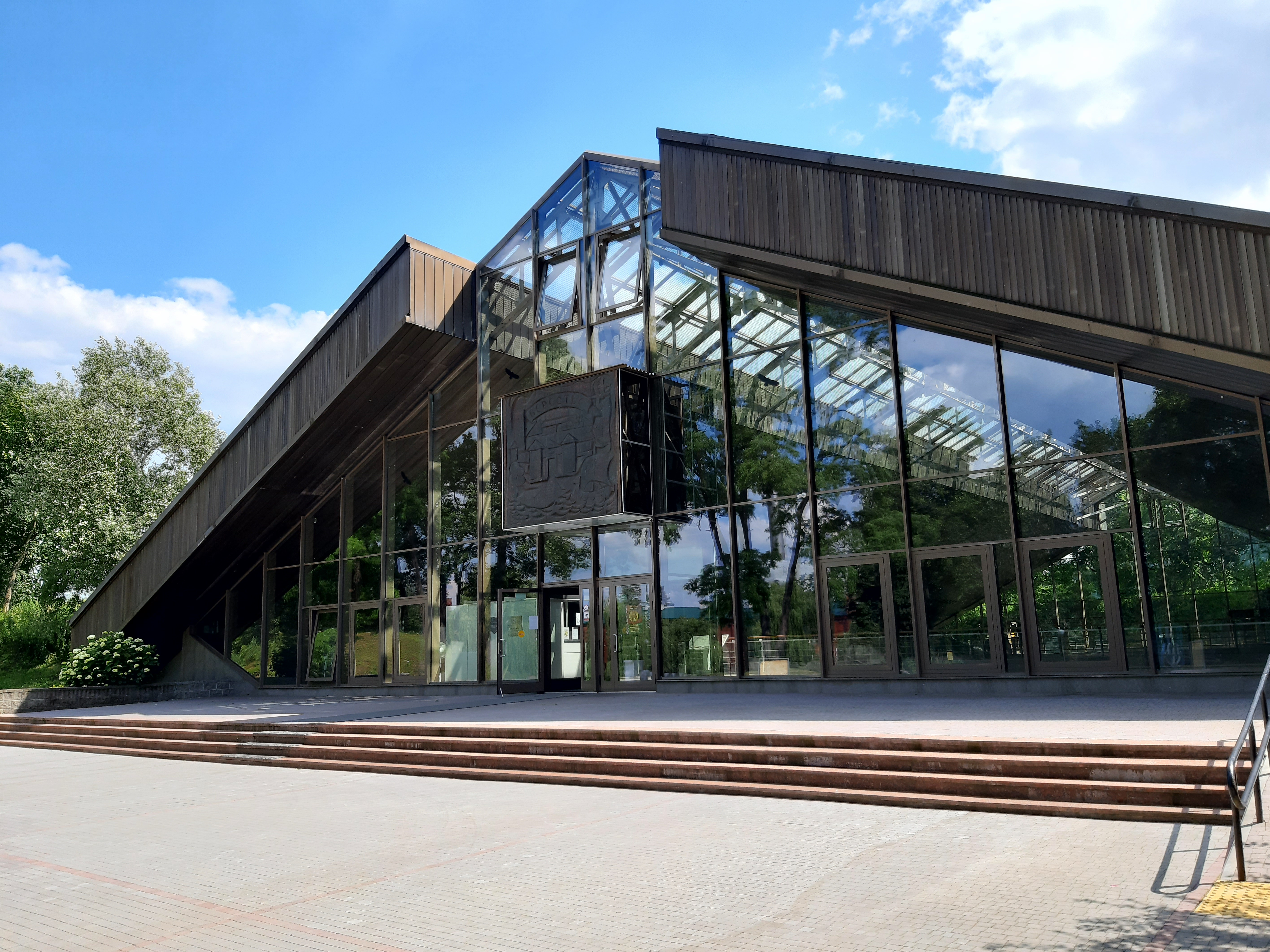
Археологический музей «Берестье»

Брест является одним из важных культурно-исторических центров Беларуси. Сеть учреждений культуры города включает в себя 16 домов культуры и клубов, а также 2 кинотеатра («Беларусь», «Мир»). В составе городской библиотечной сети — 14 библиотек-филиалов, в том числе Брестская центральная городская библиотека имени А. С. Пушкина; областная библиотека имени М. Горького. По состоянию на октябрь 2005 года библиотечный фонд города составлял 3 847 700 экземпляров.
В Бресте работают областная филармония, академический театр драмы и театр кукол.

### Фестивали
В городе проводятся региональные и международные фестивали: международный театральный фестиваль «Белая Вежа», фестиваль белорусского национального кино, фестиваль драматического искусства «Театральный калейдоскоп», международный театральный фестиваль инвалидов «Непратаптаны шлях», международный фестиваль архитектуры и дизайна интерьера «Под крышей дома…», международный фестиваль классической музыки «Январские музыкальные вечера», а также международный байк-фестиваль («Брест 2009», 2011 год) и международный фестиваль ретротехники (автомобилей, мотоциклов и велосипедов) «Планета железяка», Международный фестиваль мастеров искусств «Пёстрый тюльпан», международный шахматный фестиваль «Чёрная пешка».

### Музеи
- Учреждение культуры «Брестский областной краеведческий музей»[189][190]

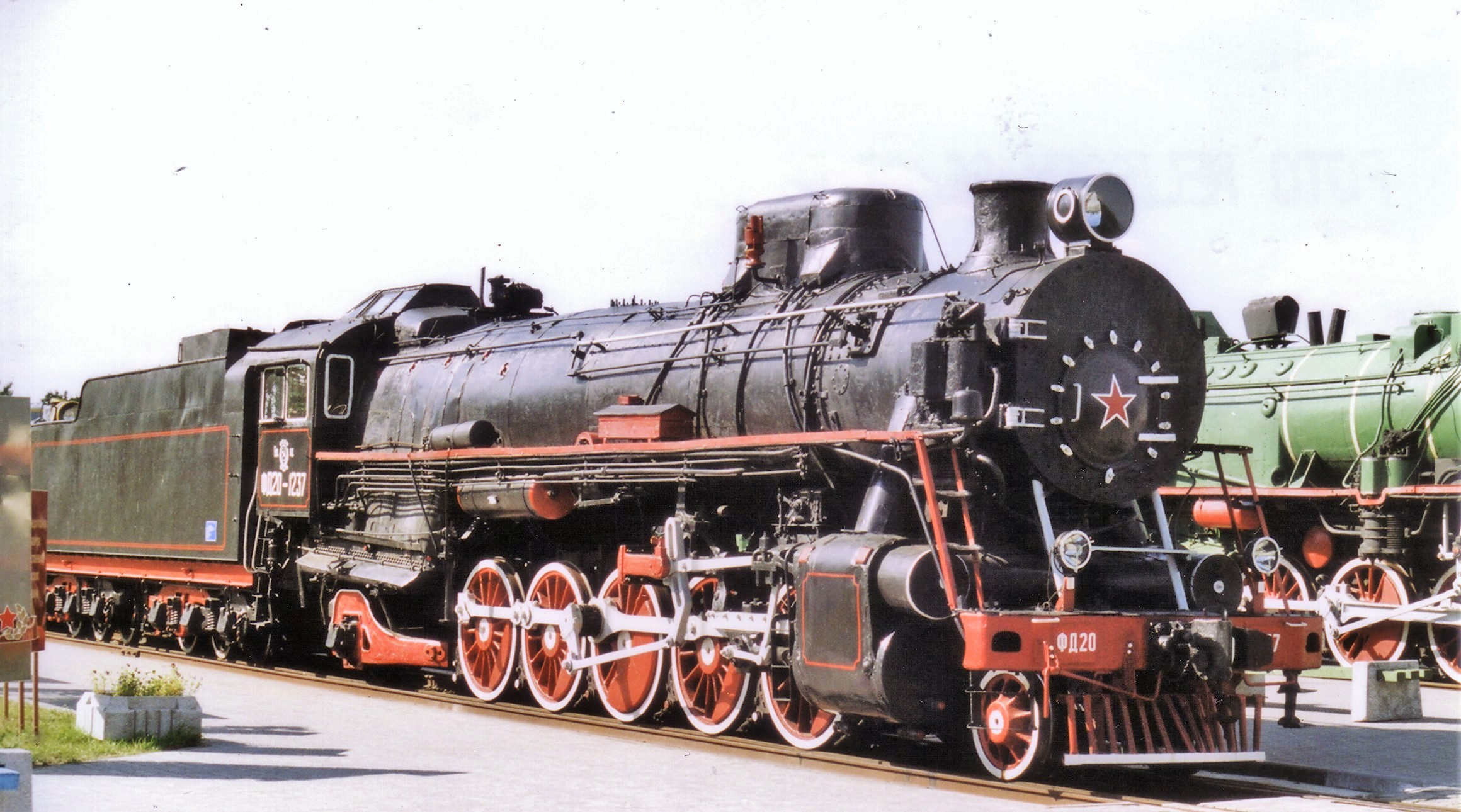
Музей железнодорожной техники в Бресте

  - Музей железнодорожной техники в БрестеАрхеологический музей «Берестье»[191], есть раскоп площадью 1118 м², 28 деревянных построек
  - "Музей «Спасённые художественные ценности»[192]
  - Художественный музей Бреста[193]
- Государственное учреждение "Мемориальный комплекс «Брестская крепость-герой»[194]
  - «Музей войны — территория мира»[195]
  - Музей «5 форт»[196]
  - Музей обороны Брестской крепости[197]
- Государственное учреждение культуры «Музей истории города Бреста»[198]
- Музей железнодорожной техники, располагается под открытым небом (более 50 натурных единиц техники)
- Музей «Евреи Бреста»
- Музей-аптека
- Музей природы
- Музей авиации и космонавтики
- Лапидарий (2025)[96][97]

## Религия
Когда в Великое княжество Литовское проникла реформация, Берестье сделался одним из центров кальвинизма.

## Достопримечательности

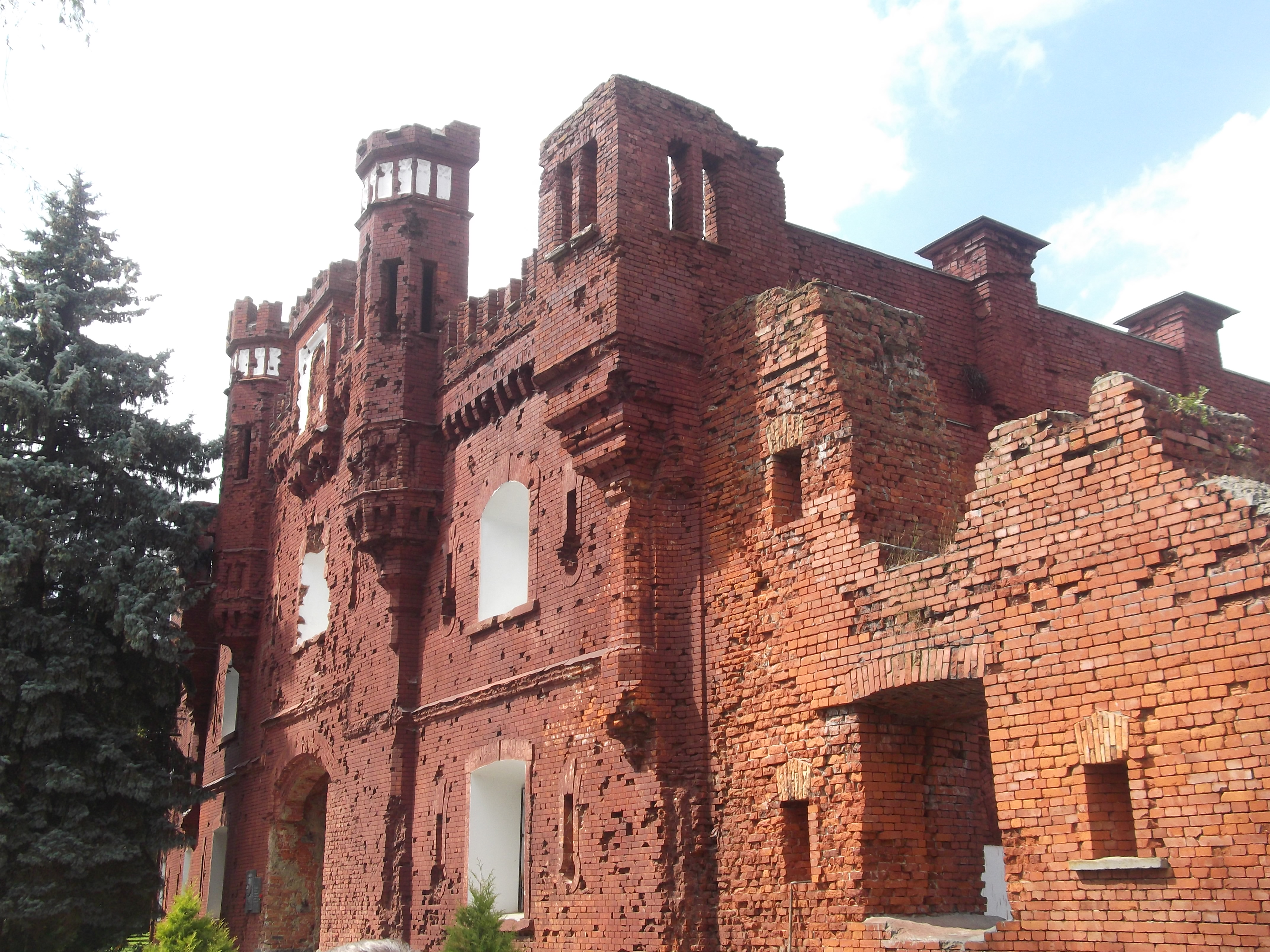
Брестская крепость

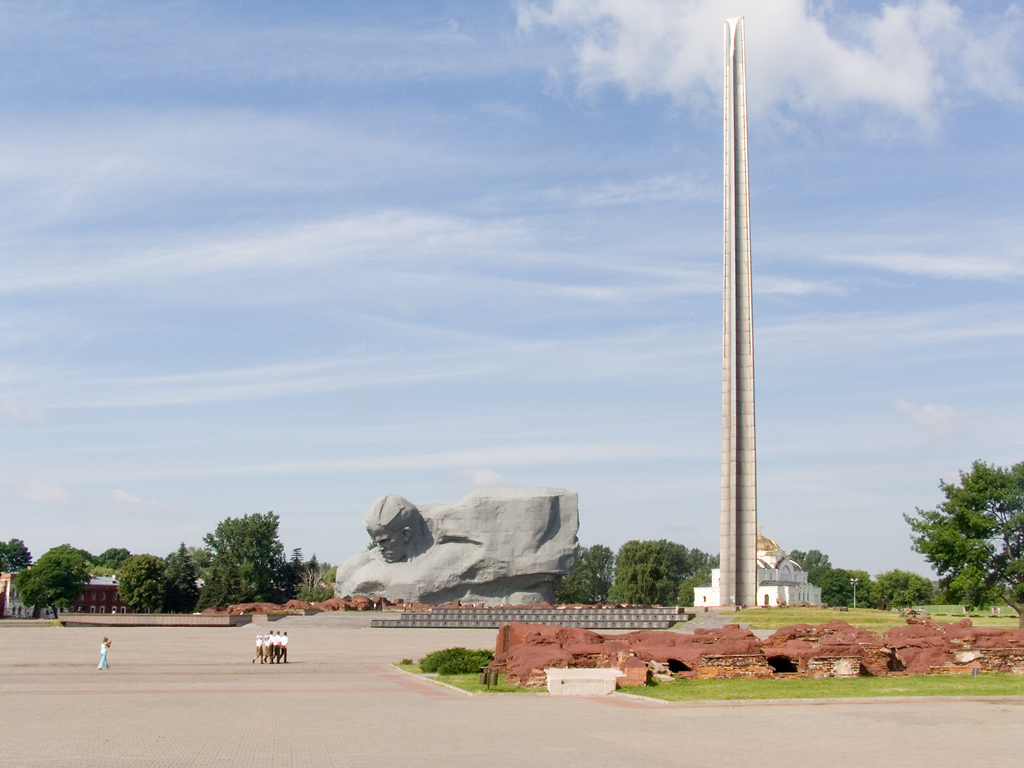
Мемориальный комплекс «Брестская крепость-герой»

На улице Гоголя расположена Аллея фонарей.
На протяжении более 10 лет каждый вечер на улице Советской «Брестский фонарщик» зажигает старинные керосиновые фонари.

Брестская крепость

Главным туристическим объектом Бреста традиционно считается Мемориальный комплекс «Брестская крепость-герой», а также археологический музей «Берестье» и музей «Спасённые художественные ценности». В Бресте сохранилось несколько зданий, являющихся памятниками архитектуры: массивный Свято-Николаевский гарнизонный собор (1856—1879), железнодорожный вокзал (1886, сильно перестроен), Свято-Николаевская братская церковь (1904—1906), Свято-Симеоновский кафедральный собор (1865—1868), Церковь Воздвижения Святого Креста (1856) и др. Определённый интерес, как памятники Средневекового города, представляют также руины монастыря бернардинок (XVII—XVIII веков), коллегиума иезуитов и Петропавловской базилианской церкви (конец XVIII века), в здании которой впоследствии был подписан Брестский мир.
Расположена "Оборонительная казарма «Ж-З» (ул. Июльская, 10а), являющаяся историко-культурной ценностью.
Форт литеры «З» в микрорайоне Митьки — система фортов в составе фортификационных сооружений Брестской крепости ( Историко-культурная ценность Республики Беларусь, ).
Мемориальный ансамбль, ул. Героев обороны Брестской крепости, 82 —  Историко-культурная ценность Республики Беларусь, .
Открыт для посетителей музей-аптека Гринбергов, где собрана экспозиция по теме истории фармации. В 2007 году появился музей Брестской милиции.
Поблизости, в деревне Чернавчицы на шоссе Брест — Каменец — один из старейших памятников Средневекового белорусского зодчества — Троицкий костёл (конец XV — 1580-е годы). В городе Каменец — оборонно-сторожевая башня XIII века. Близ северо-запада города, в деревне Скоки, находится усадьба Немцевичей, построенная в 1770 году в стиле барокко.
К северу от Бреста находится национальный парк «Беловежская пуща».

Старейшее кладбище города Тришинское кладбище, внесено в Государственный список историко-культурных ценностей Республики Беларусь.

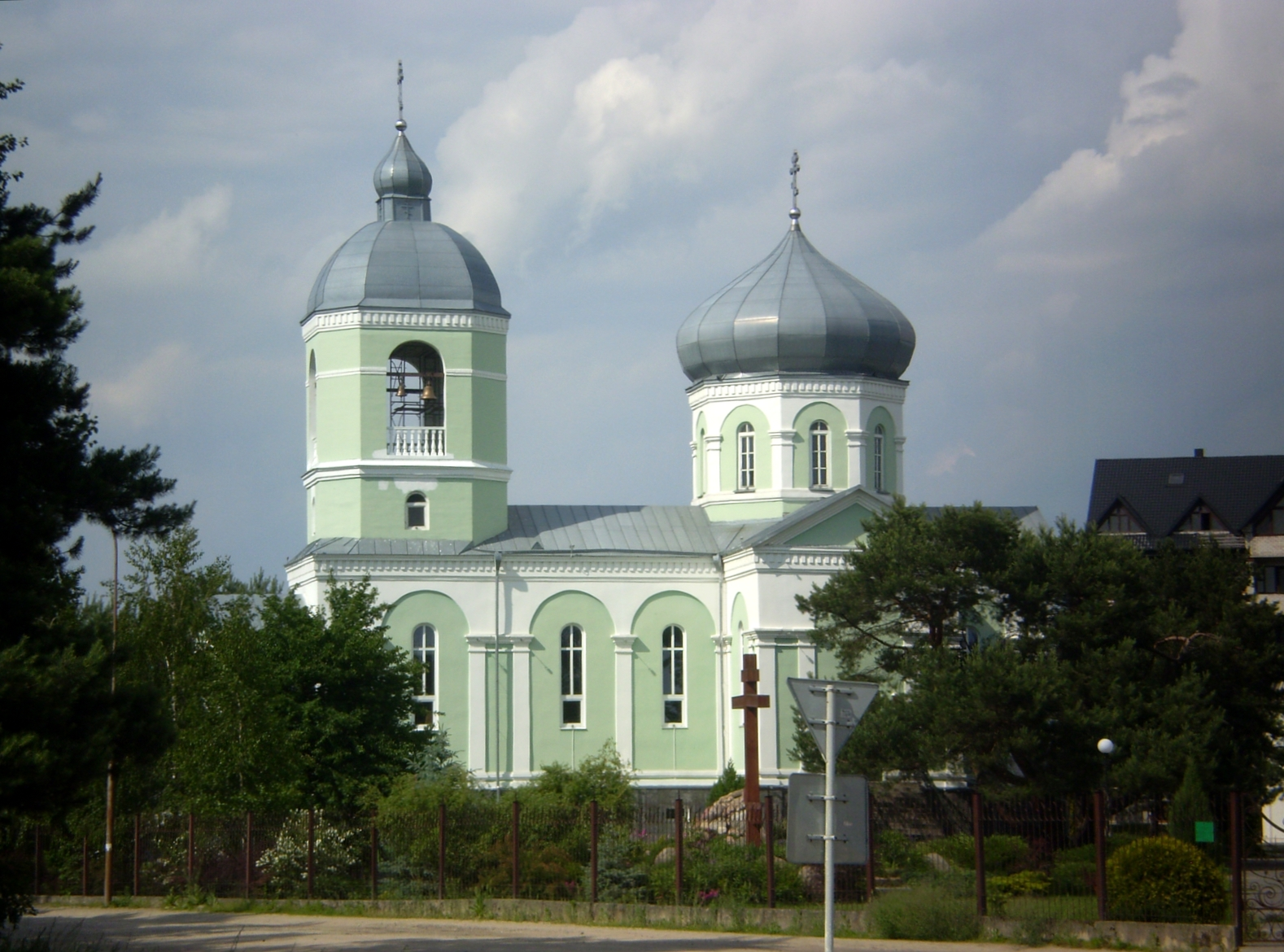
Церковь преподобного Серафима Саровского

### Храмы, соборы
- Свято-Воскресенский собор
- Свято-Николаевская братская церковь (1906), ул. Советская, 10
- Свято-Николаевский собор
- Свято-Симеоновский собор (1865), ул. К. Маркса, 84
- Храм Рождества Пресвятой Богородицы (1866—1869), ул. Свято-Афанасьевская, 112
- Церковь Воздвижения Святого Креста (1856), ул. Ленина, 34
- Свято-Афанасьевский монастырь (конец XIX — начало XX вв.), ул. Свято-Афанасьевская, 39
- Костёл Святого Антония Падуанского, 1938 г.
- Церковь в честь Тихвинской иконы Божьей Матери
- Церковь в честь образа Божьей Матери (1997)
- Церковь преподобного Серафима Саровского (2001)

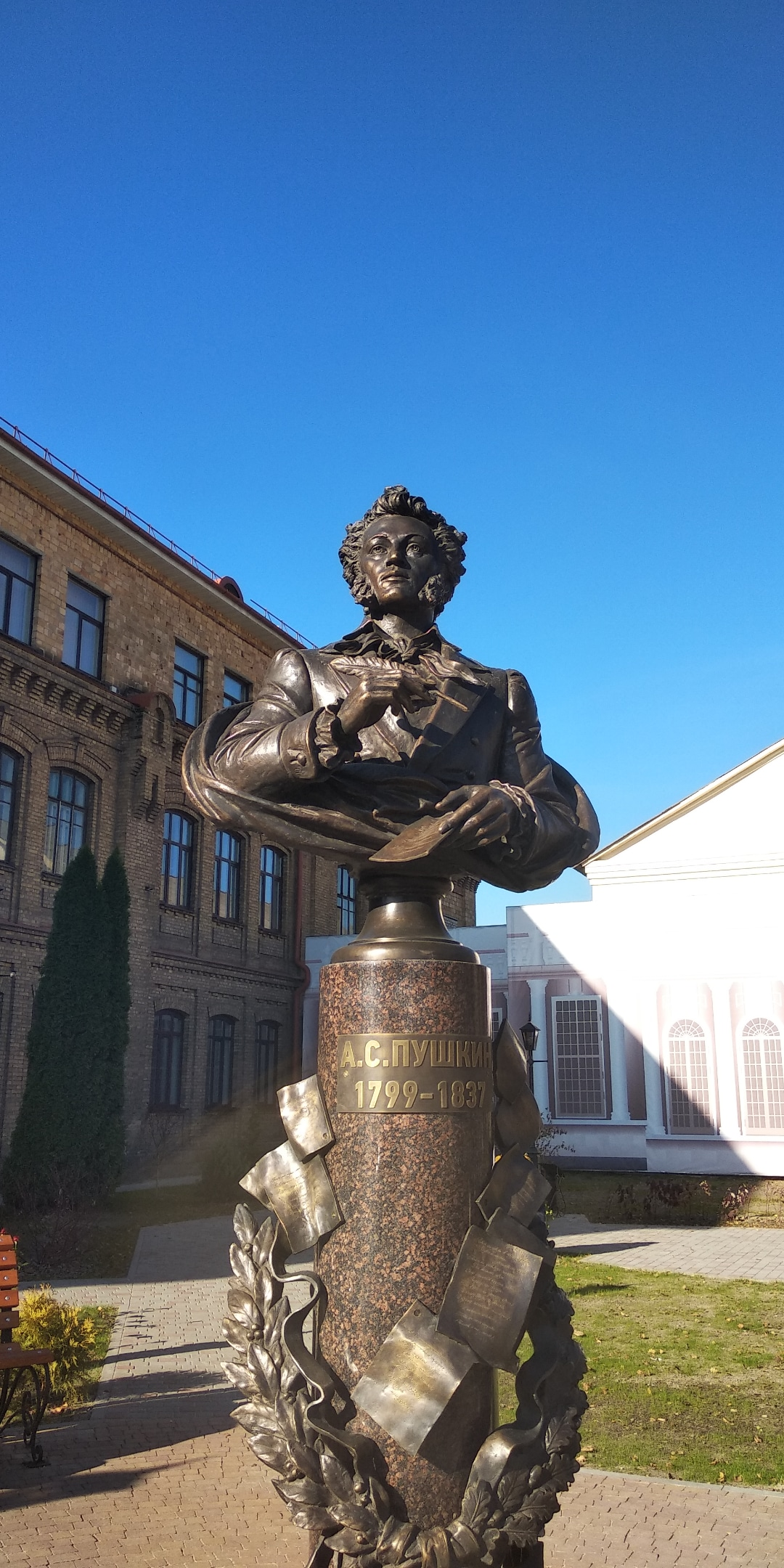
Бюст А. С. Пушкина в Пушкинском сквере

### Памятник, скульптура
- Памятник основанию города
- Памятник Тысячелетия Бреста (2009)
- Памятные знаки Великой Отечественной войны
- Мемориальный комплекс «Стражам границ»
- Бюст М. Бегину
- Бюст Петра Климука (1979), бульвар Космонавтов
- Стела «Олимпийская слава Брестчины»
- Памятник А. Мицкевичу
- Памятник В. И. Ленину
- Памятник Н. В. Гоголю
- Памятник В. Н. Карвату
- Бюст А. С. Пушкина (Пушкинский сквер)
- Памятник св. Афанасию Брестскому
- Памятник Т. Г. Шевченко
- Мемориальный знак событиям 1794 года
- Обелиск событиям 1794 года
- Памятник генералу Н. Ф. Иконникову
- Памятный знак морякам Брестчины, участникам русско-японской войны 1904—1905 гг. Открыт 28 мая 2005 года по случаю 100-летия Цусимского сражения у Свято-Николаевской братской церкви. На памятном камне написан следующий текст: «Морякам участникам русско-японской войны 1904—1905, их семьям с благодарностью за строительство храма и в память 100-летия Цусимского сражения». Установленные мемориальная плита и якорь призваны напоминать о погибших моряках. Кроме того, в притворе храма установлены мраморные доски с высеченными золотыми буквами именами свыше тридцати моряков — документально подтверждённых уроженцев Брестчины, погибших в русско-японскую войну.
- Мемориальный знак «Место боя 1812 г.»
- Памятный знак «Живая память благодарных поколений» (28.07.2024). Установлен на территории Брестской крепости, около Молодёжного патриотического центра. Памятный знак состоит из двух частей: прообраза фронтового письма-треугольника, которое было стандартной формой переписки солдат во время Великой Отечественной войны, и проросшего из него корнями дерева — символа жизни. Дерево вылито из переплавленных монет.Волынщик на Советской

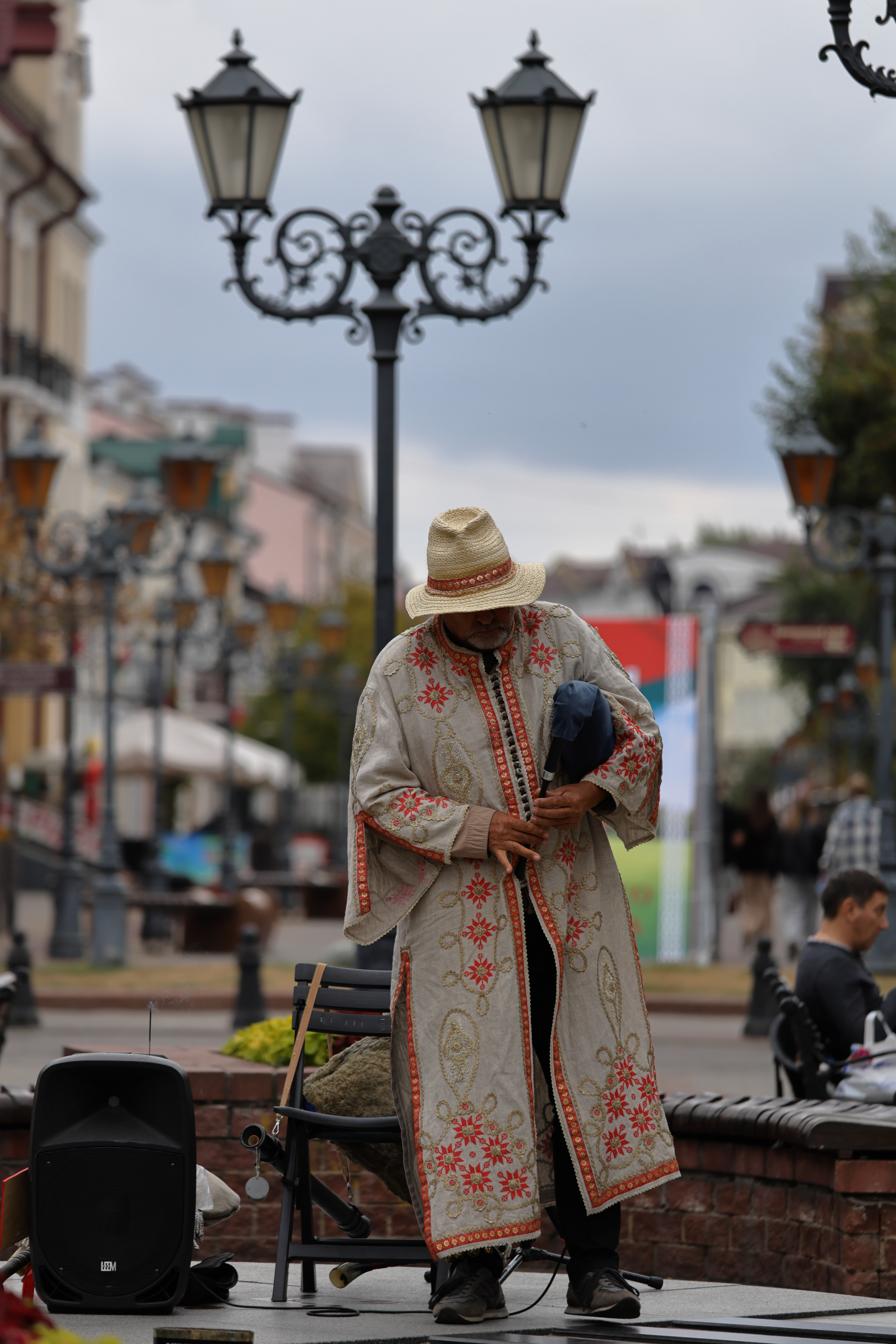
Волынщик на Советской

- Скульптурная композиция «Советским пограничникам посвящается», на площадке у Северных ворот мемориального комплекса «Брестская крепость-герой» (2025).

### Жанровая скульптура, арт-объекты
- Аллея кованых фонарей
- Памятный знак «Старый фонарь»
- Скульптурная композиция «Старый город»
- Памятник «Брестская библия»
- Знак «К солнцу»
- Знак «Нулевой километр»
- Межевой знак
- Барышня с зонтиком
- Фонарь-указатель расстояний
- Арт-объект «Пуговица фонарщика» (26.07.2025), ул. Советская[202]

### Утраченное наследие
- Свято-Симеоновский монастырь

## Спорт
Важнейшие городские спортивные клубы Бреста:
- Женский волейбольный клуб «Прибужье» — трёхкратный чемпион Беларуси по волейболу
- Женский гандбольный клуб «Брест» (ранее — «Виктория-Берестье», выступает в чемпионате и кубке Беларуси)
- Мужская бейсбольная команда «Брестские зубры»
- Мужской волейбольный клуб «Западный Буг» — обладатель первого кубка Беларуси
- Мужской гандбольный «Мешков Брест» (многократный чемпион Беларуси, один из сильнейших гандбольных клубов в странах бывшего СССР)
- Мужская команда по мини-футболу «Аматар»
- Мужская команда по хоккею на траве «Строитель»[203]
- Мужской футбольный клуб «Динамо-Брест» (выступает в Высшей лиге Беларуси, чемпион Беларуси 2019 года, обладатель Кубка Беларуси 2007 года, 2016/2017, 2017/2018 и бронзовый призёр 1992 года)
- Мужской футбольный «Рух» (выступает в Высшей лиге Беларуси)
- Мужской хоккейный «Брест» (выступает в экстралиге)

Сборная Брестской области по баскетболу, женская футбольная команда «Динамо-Брест», женская баскетбольная ЦОР «Виктория».
Существуют центры олимпийского резерва: по игровым видам спорта (отделения баскетбола, волейбола, гандбола), по гребле, по конному спорту. Работает 20 спортивных школ, в том числе олимпийского резерва. В городе действуют лыжероллерная трасса, теннисные корты, 2 легкоатлетических манежа, 4 стадиона, 6 плавательных бассейнов, 155 спортивных залов, множество физкультурно-спортивных клубов и секций.

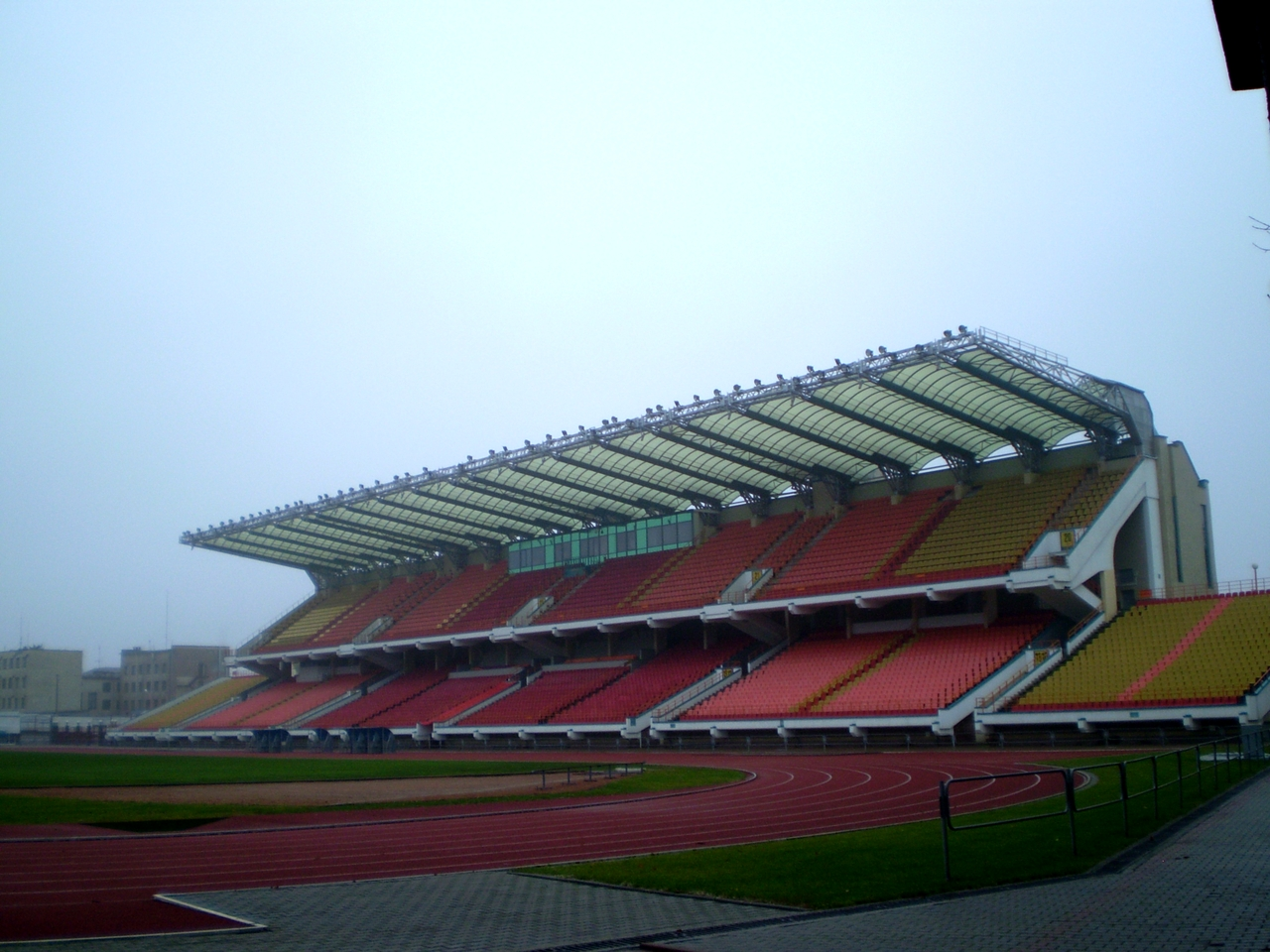
Областной спортивный комплекс «Брестский»

Действуют крупные спортивные объекты:
- Бейсбольный стадион
- Брестский легкоатлетический манеж
- Брестский ледовый дворец спорта
- Брестский гребной канал для международных соревнований по гребле на байдарках и каноэ
- Дворец водных видов спорта
- Спортивный комплекс "Виктория"
- Картинговый стадион ГФСК «Альянс»
- Областной спортивный комплекс «Брестский»
- Стрелковый тир для международных соревнований

В Бресте состоялись чемпионаты Европы — Чемпионат Европы по академической гребле (2009) и Чемпионат Европы по футзалу среди мужчин (2012).

## Брест в искусстве
Наибольшую известность получили произведения литературы и искусства, посвящённые подвигу защитников Брестской крепости. Среди них — книга «Брестская крепость» (1957 год, расширенное издание 1964 года, Ленинская премия 1965 года) советского писателя С. Смирнова, впервые прославившая подвиг защитников крепости. Судьба вчерашнего курсанта, вмиг ставшего героем — в центре повествования другой известной книги о героях Брестской крепости — романа Б. Васильева «В списках не значился» (1974).
На киноэкране о мужестве защитников цитадели было рассказано в таких фильмах как «Бессмертный гарнизон» (1956) режиссёров З. Аграненко и Э. Тиссэ, по сценарию К. Симонова; «Я — русский солдат» (1995) режиссёра А. Малюкова, по мотивам романа «В списках не значился».
Истории Брестской крепости, трагической судьбе её защитников и возвращению памяти о них посвящён художественно-публицистический фильм режиссёра Д. Скворцова «Брестская крепость» белорусской телекомпании «Воен-ТВ», вышедший в 2006 году по сценарию С. Зарубы. Одним из основных литературных источников сценария послужила книга «Брестская крепость на ветрах истории» (автор А. Суворов, Брест, 2004).
В начале 2007 года стало известно, что Телерадиовещательная организация Союзного государства России и Беларусь планирует снять новый фильм об обороне Брестской крепости. Съёмки военно-исторического драматического художественного фильма «Брестская крепость» прошли в Бресте под руководством режиссёра А. Котта и завершились премьерой 22 июня 2010 года в Брестской крепости.
В Бресте проходили съёмки cемейной драмы Александра Домогарова-младшего «Пальма» (2020).

## В филателии и нумизматике
- 8 декабря 2005 года введены в обращение памятные монеты «Брэст» («Брест»)[211].
- 5 апреля 2019 года Национальным банком Республики Беларусь введены в обращение памятные монеты «Брэст. 1000 год» («Брест. 1000 лет»)[68].

## СМИ
В Бресте издаются государственные «Брестский вестник», «Вечерний Брест», «Народная трыбуна», «Заря», «Духоўны веснік». Издавались две негосударственные газеты, входящие в состав Ассоциации издателей региональной прессы: еженедельник «Брестский курьер» и «Брестская газета».
Ведутся трансляции «Город FM» (97.7 FM), Радио Рация (99,2 FM), и «Радио Брест» (104,8 FM) (две последние радиостанции пребывают в структуре ТРК «Брест»).
Телевидение представлено телерадиокомпанией ТРК «Брест» — телеканал «Беларусь 4. Брест» и коммерческим телеканалом «Буг-ТВ».

## Международное сотрудничество
Города-побратимы и города партнёры:
- Алеппо, Сирия
- Анталья, Турция
- Астрахань, Россия (25 мая 1999)[214]
- Ашдод, Израиль (28 марта 2012)[214][215][…]
- Байинь, Китай (26 июля 2018)[215][216][…]
- Байндт, Германия[214]
- Байнфурт, Германия[214]
- Батуми, Грузия (24 апреля 2015)[217][218][…]
- Берг, Германия[214]
- Ботошани, Румыния (28 февраля 2002)[214]
- Брест, Франция (10 декабря 2012)[214][219]
- Бяла-Подляска, Польша (5 сентября 1991)[214][220][…]
- Вайнгартен, Германия[214]
- Владивосток, Россия (26 июля 2025)[221]
- Дорогомилово, Россия[214]
- Ивано-Франковск, Украина (24 августа 2004)[214][216]
- Ижевск, Россия (11 февраля 2016)[215][222][…]
- Калининград, Россия (12 сентября 2009)[214][223]
- Ковров, Россия (3 августа 2006)[214][215][…]
- Куворден, Нидерланды (15 ноября 2000)[214][215][…]
- Лудза, Латвия (18 мая 2007)[214]
- Луцк, Украина (23 августа 2003)[214][224][…]
- Люблин, Польша (14 марта 2002)[214]
- Малгобек, Россия (10 мая 2015)[215][216][…]
- Молдон, Великобритания (2 апреля 2012)[214][225][…]
- Москва, Россия
- Нахичевань, Азербайджан (28 августа 2012)[214][216][…]
- Невский район, Россия[214]
- Нижний Тагил, Россия (30 сентября 1998)[214][226][…]
- Новороссийск, Россия (25 апреля 2014)[214][216][…]
- Одесса, Украина (10 апреля 2004)[214][227]
- Орёл, Россия (4 августа 2025)[228]
- Петрозаводск, Россия (10 апреля 2002)[214][229]
- Плевен, Болгария (9 июля 1997)[214][216][…]
- Пор-сюр-Сон, Франция (15 мая 2004)[214][216][…]
- Равенсбург, Германия[214]
- Рязань, Россия (25 июля 2014)[214]
- Седльце, Польша (30 октября 2006)[214]
- Сертолово, Россия (26 июля 2025)[221]
- Союз общин Средней Шуссентали, Германия (20 сентября 1989)
- Суботица, Сербия (26 октября 2015)[215][216][…]
- Сяогань, Китай (26 марта 1993)[214][216][…]
- Тересполь, Польша (14 марта 2002)[214][216][…]
- Тюмень, Россия (11 октября 1999)[214][216][…]

## Видео
- Лапидарий на месте бывшего еврейского кладбища